# Siria
Siria (în arabă سوريا sau سورية, Sūriyā sau Sūrīyah), oficial Republica Arabă Siriană (în arabă اَلْجُمْهُورِيَّةُ ٱلْعَرَبِيَّةُ ٱلْسُوْرِيَّة, al-Jumhūriyyah al-ʿArabiyyah as-Sūriyyah, sau اَلْجُمْهُورِيَّةُ ٱلْعَرَبِيَّةُ ٱلْسُورِيَا, al-Jumhūriyyah al-ʿArabiyyah as-Sūriyyā), este o țară din Asia de Vest, mărginită de Liban și Marea Mediterană la vest, Turcia la nord, Irak la est, Iordania la sud și Israel în sud-vest. Capitala țării este Damasc, unul din cele mai vechi orașe din lume populate continuu. Siria este situată în regiunea supranumită Cornul Abundenței, care formează un arc adânc începând din Irak, trecând pe la confluența fluviilor Tigru și Eufrat, cuprinzând teritoriul Siriei centrale și al Israelului și continuând până în Valea Nilului în Egipt. La nord și la sud de această regiune, se întind deșerturi vaste și stepe care au fost transformate parțial în ogoare roditoare, datorită irigațiilor artificiale, practicate aici de mii de ani.
O țară cu câmpii fertile, munți înalți și deșerturi, Siria este casa diverselor grupuri etnice și religioase, inclusiv arabi sirieni, greci, armeni, asirieni, kurzi, cerchezi, mandeeni și turci. Printre grupările religioase se numără suniții, creștinii, alaviții, druzii, mandeenii, șiiții, salafiții și yazidii. Arabii suniți constituie cel mai mare grup comunitar din Siria.
Denumirea românească „Siria” era altădată sinonimă cu Levant (cunoscut în arabă ca al-Sham), deși statul modern cuprinde teritorii ale mai multor regate și imperii vechi, inclusiv civilizația eblană a mileniului 3 î. Hr. Capitala sa, Damasc, este printre cele mai vechi orașe locuite continuu. În epoca islamică, Damascul a fost sediul Califatului Omeiad și capitala provincială a Sultanatului Mameluc din Egipt.
Statul sirian modern a fost înființat după Primul Război Mondial ca mandat francez și reprezenta cel mai mare stat arab ce s-a ivit din fostul Levant arab stăpânit de otomani. A devenit independent ca republică parlamentară pe 24 octombrie 1945, când Siria a devenit membru fondator al Națiunilor Unite, act ce a încheiat juridic Mandatul Francez – cu toate că trupele franceze n-au părăsit țara până în aprilie 1946. Perioada de după obținerea independenței a fost tumultoasă și un număr mare de lovituri de stat militare și tentative de lovituri de stat au zguduit țara în perioada anilor 1949–71. Între 1958–61, Siria a intrat într-o scurtă uniune cu Egiptul, care s-a terminat cu lovitura de stat siriană din 1961. Republica Arabă Siriană a apărut la sfârșitul anului 1961, după referendumul constituțional din 1 decembrie, și a fost din ce în ce mai instabilă până la lovitura de stat ba'athistă din 1963, de pe urma căreia Partidul Ba'athist a ajuns la putere, menținându-se acolo până acum. Siria s-a aflat sub Dreptul de Urgență din 1963 până în 2011, suspendând în mod efectiv cele mai multe protecții constituționale pentru cetățeni, iar sistemul său de guvernământ este considerat nedemocratic. Bashar al-Assad a devenit președinte în 2000, fiind precedat de tatăl său Hafez al-Assad, care a fost în funcție din 1970 până în 2000. Pe data de 8 decembrie 2024, regimul autoritar al lui Bashar al-Assad a fost înlăturat de la putere de către forțele anti-guvernamentale. Aceștia au intrat în capitală fără rezistență. Bashar al-Assad și soția lui, Asma, au primit azil politic din partea Federației Ruse.
În afară de Națiunile Unite, Siria mai este membră a unei organizații internaționale numită Mișcarea de Nealiniere; în prezent este suspendată din Liga Arabă și Organizația Cooperării Islamice și s-a autosuspendat din Uniunea Mediteraneană. Din martie 2011, o parte dintre sirieni, cu ajutor consistent din afara Siriei, este implicată într-o răzvrătire împotriva lui Assad și guvernului Partidului Ba'ath, aceasta fiind parte primăverii arabe, o represiune ce a dus la Războiul Civil Sirian și a făcut din Siria una dintre cele mai puțin pașnice țări din lume. Guvernul interimar alternativ sirian a fost format de grupul de opoziție Coaliția Națională Siriană, în martie 2013. Reprezentanții acestui guvern alternativ au fost invitați să ia locul Siriei în Liga Arabă.

## Etimologie
Numele Siria este derivat din termenul luvian de secol 8 î. Hr. „Sura/i” și din denumirile grecești vechi: Σύριοι, Sýrioi, sau Σύροι, Sýroi, ambele fiind inițial derivate de la Aššūrāyu (Asiria) din Mesopotamia de nord. Oricum, din timpul Imperiului Seleucid (323-150 î. Hr.), acest termen a fost aplicat și pentru Levant, și din acest punct grecii au aplicat termenul fără distincție pentru asirienii din Mesopotamia și arameii din Levant. Opinia modernă academică larg acceptată susține puternic argumentul că cuvântul grec este asociat cu înruditul Ἀσσυρία, Asiria, fiind în fond derivat din akkadianul Aššur. În trecut, alții au crezut că este derivat din Syrion, numele pe care sidonienii l-au dat muntelui Hermon. Oricum, descoperirea inscripției Çineköy în 2000, pare să susțină teoria că termenul Syria derivă de la Asiria, a cărei patrie antică a fost localizată în nordul Irakului modern.
Teritoriul desemnat de cuvânt s-a schimbat cu timpul. Clasic, Siria se află la sfârștiul estului Mediteranei, între Arabia și sudul Asiei Mici din nord, incluzând părți din Irak și având o frontieră, despre care nu știm nimic sigur, în nord-est, pe care Pliniu cel Bătrân o descrie că include, de la vest la est, Commagene, Sophene și Adiabene.
În timpul lui Pliniu, în orice caz, acestă Sirie mai largă a fost divizată în trei provincii sub Imperiul Roman (dar politic independente una de alta): Iudeea, redenumită mai tâziu Palestina în 135 d. Hr. (regiunea corespunde cu Damascul și Libanul modern și cu regiunile Homs; Celesiria (sau „Siria goală”), aflată în sudul râului Eleuteris și în Irak.

## Istorie

### Antichitatea veche

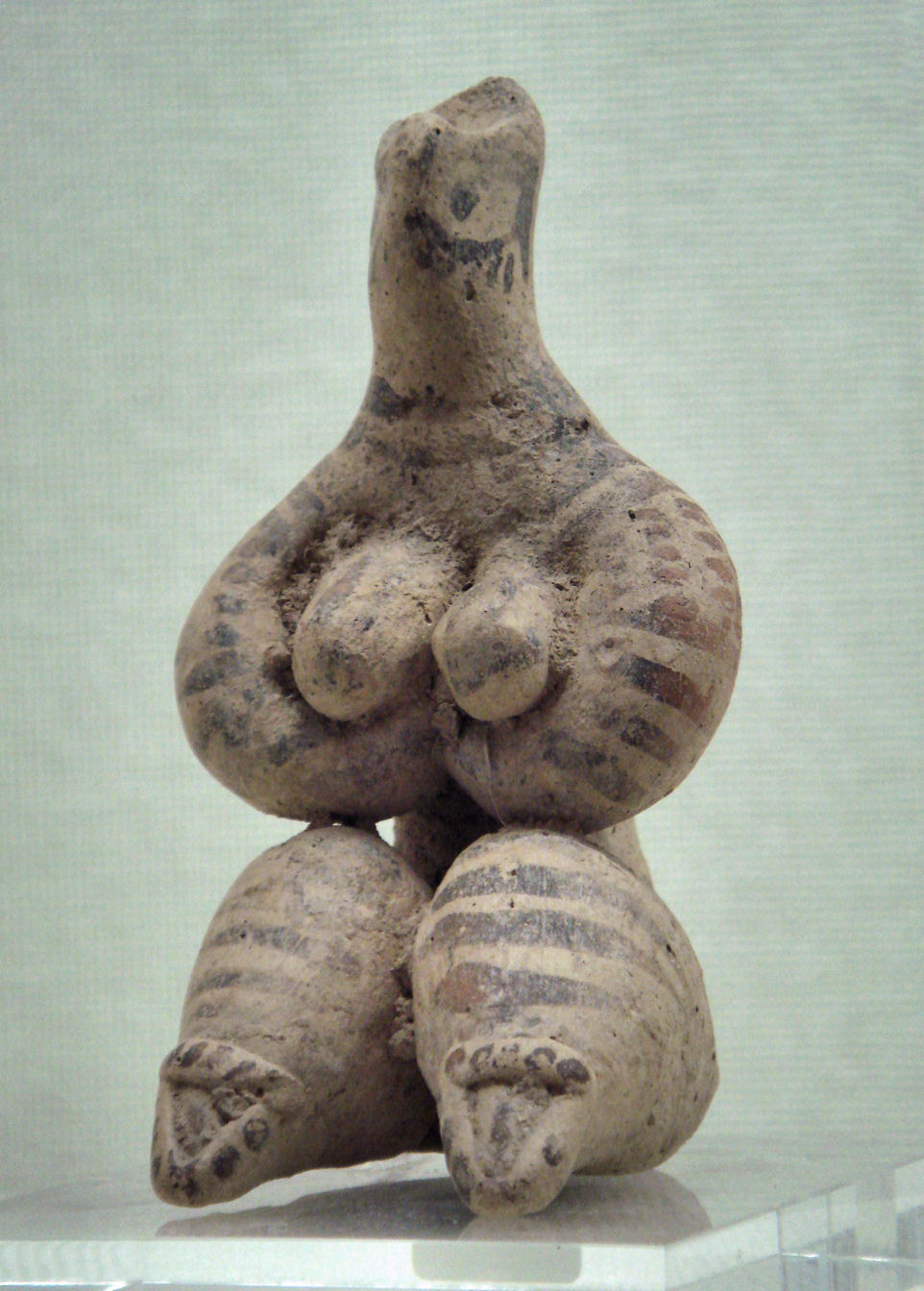
Figură feminină, 5000 BC. Muzeul Orientului Antic.

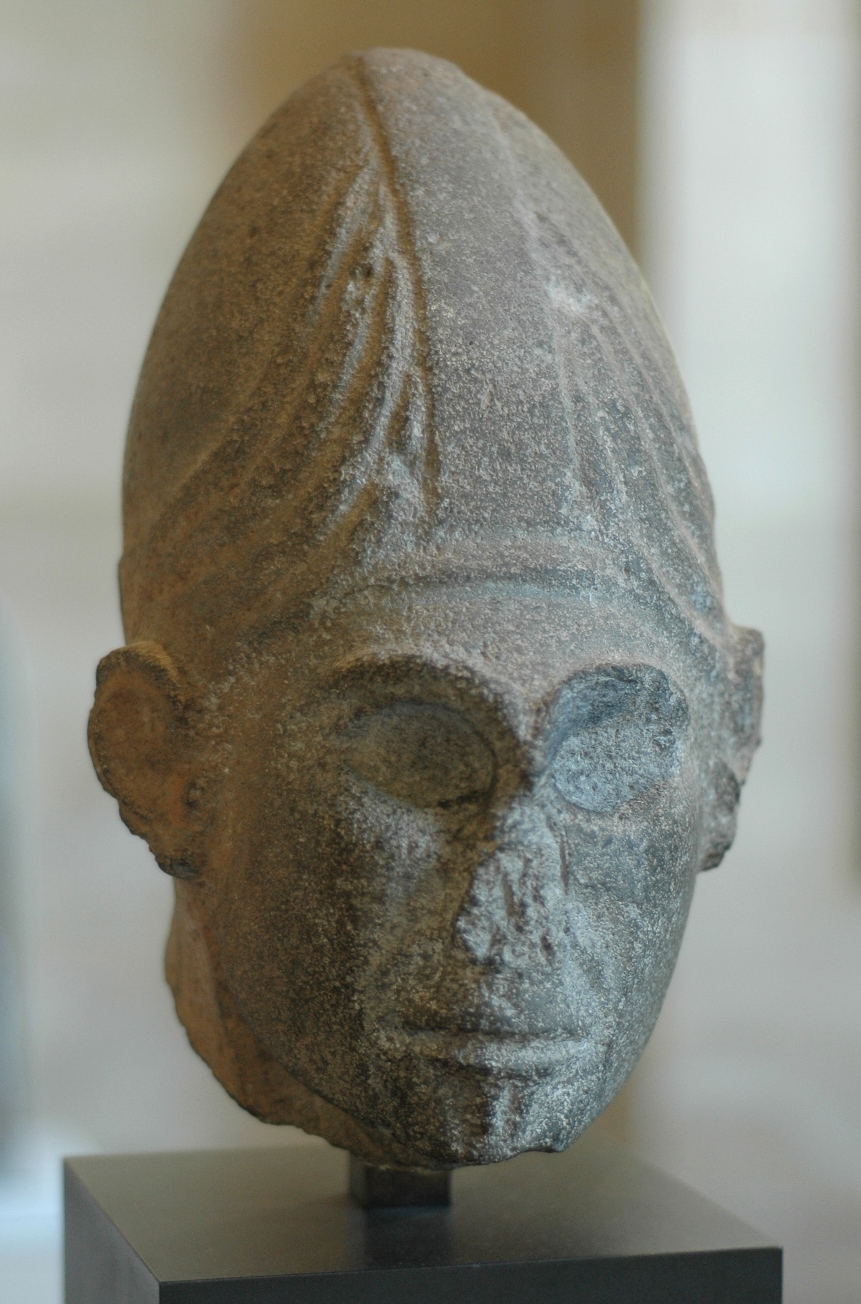
Capul zeului, regatul Yamhad (c. 1600 î. Hr.)

De la aproximativ 10.000 î.Hr., Siria a fost centrul culturii neolitice, unde a apărut agricultura și creșterea vitelor pentru prima dată în lume. Perioada neolitică ulterioară se caracterizează prin case dreptunghiulare ale culturii Mureybet. În perioada Neoliticului pre-ceramică, oamenii foloseau vase de piatră, ghips și var alb. Găsirea uneltelor obsidiene din Anatolia sunt dovezi ale relațiilor comerciale timpurii. Orașele Hamoukar și Emar au jucat un rol important în timpul Neoliticului târziu și a Epocii Bronzului. Arheologii au demonstrat că civilizația din Siria a fost una din cele mai veche de pe Pământ, probabil precedată doar de cea a Mesopotamiei.

#### Eblaiții și amoriții

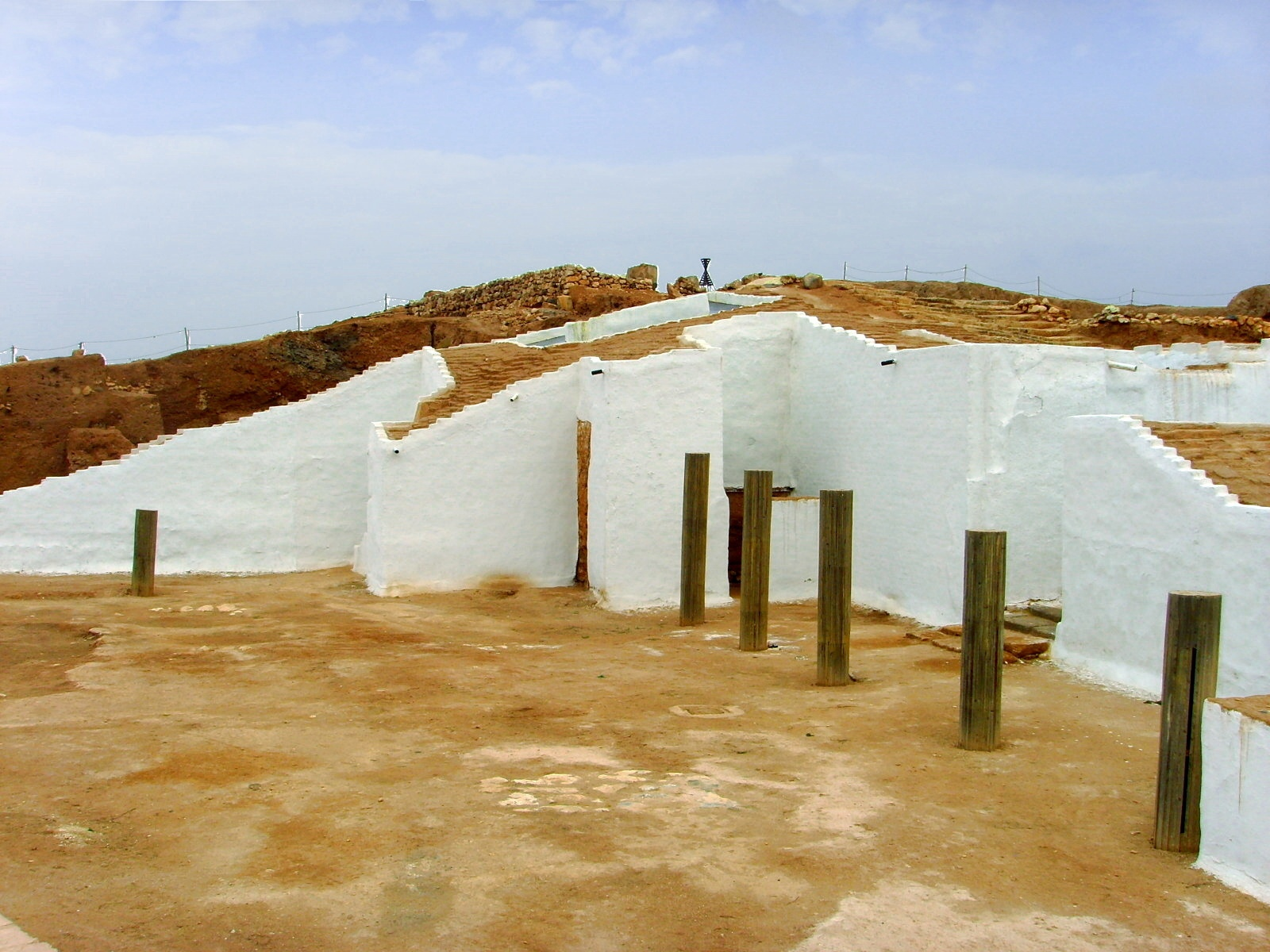
Palatul monarhic din Ebla c. 2400 î. Hr.

Cea mai veche civilizație bătinașă din regiune a fost Regatul Ebla, aflat în apropierea Idlibului de azi, din nordul Siriei. Ebla pare să fi fost fondat în 3500 î. Hr., și și-a făcut averea treptat, prin comerțul cu statele mesopotamiene Sumer, Asiria și Akkad, precum și cu popoarele hurian și hattian din nord-vest, Asia Mică. Darurile venite din partea faraonului, găsite în timpul excavărilor, confirmă contactul Eblei cu Egiptul.
Unul dintre cele mai vechi texte scrise din Siria este un acord comercial între vizirul Ibrium al Eblei și regatul ambiguu numit Abarsal din jurul anului 2300 î. Hr. Savanții cred că limba eblaită ar fi printre cele mai vechi limbi semitice scrise cunoscute după akkadiană. Recente clasificări ale limbii eblaite au arătat că a fost o limbă semitică răsăriteană, destul de apropiată de limba akkadiană.
Ebla a fost slăbită de un lung război cu Mari, și toată Siria a devenit parte a Imperiului Akkadian după ce cuceririle lui Sargon de Akkad și ale nepotul său Naram-Sin au sfârșit dominația Eblanului asupra Siriei în prima jumătate a secolului 23, î. Hr.
Din secolul 21 î. Hr., hurienii s-au stabilit în părțile nord-estice ale Siriei, pe când restul regiunii a fost dominată de amoriți, Siria a fost numită Pământul Amoriților de către vecinii lor asiro-babilonieni. Limba semitică nord-vestică a amoriților are atestarea cea mai veche din limbile canaanite. Mari a reapărut în această perioadă și a avut o prosperitate reînnoită până a fost cucerită de Hammurabi al Babilonului. De asemenea, Ugaritul s-a ridicat de asemenea în acel timp, aproximativ prin 1800 î. Hr., în apropierea Latakiei moderne. Ugaritica era o limbă semitică apropiată de limbile Canaanite, ce a dezvoltat alfabetul ugaritic. Regatul Ugariților a supraviețuit până la distrugerea sa de către mâinile unor popoare jefuitoare indo-europene ale mării, în secolul 12 î. Hr.
Yamhad (Alepul modern) a dominat nordul Siriei timp de două secole, deși Siria de Est a fost ocupată în secolele 19 și 18 î. Hr. de Vechiul Imperiu Asirian, condus de dinastia Amorită a lui Shamshi-Adad I, și de Imperiul Babilonian care a fost fondat de amoriți. Yamhad a fost descris în tăblițele de la Mari ca cel mai puternic stat din Orientul Apropiat și că are mai mulți vasali decât Hammurabi al Babilonului. Yamhad și-a impus autoritatea asupra lui Alalah, Qatnei, a statelor huriene și a Văii Eufratului până la hotarele cu Babilonul. Armata lui Yamhad a dus o campanie departe, la hotarele Elamului (Iranul modern). Yamhad a fost cucerit și distrus, împreună cu Ebla, de hitiți indo-europeni din Asia Mică cam prin 1600 î. Hr.
Din această perioadă, Siria a devenit un teren de bătălie pentru diferite imperii străine. Este vorba de imperiul hitit, imperiul Mitanni, imperiul egiptean, imperiul asirian mediu, și mai puțin Babilonul. Inițial, egiptenii au ocupat mult din sud, pe când hitiții și mitaniții, mult din nord. Oricum Asiria a obținut dominația, distrugând Imperiul Mitanni și anexând teritorii imense deținute înainte de hitiți și Babilon.

#### Arameii și fenicienii

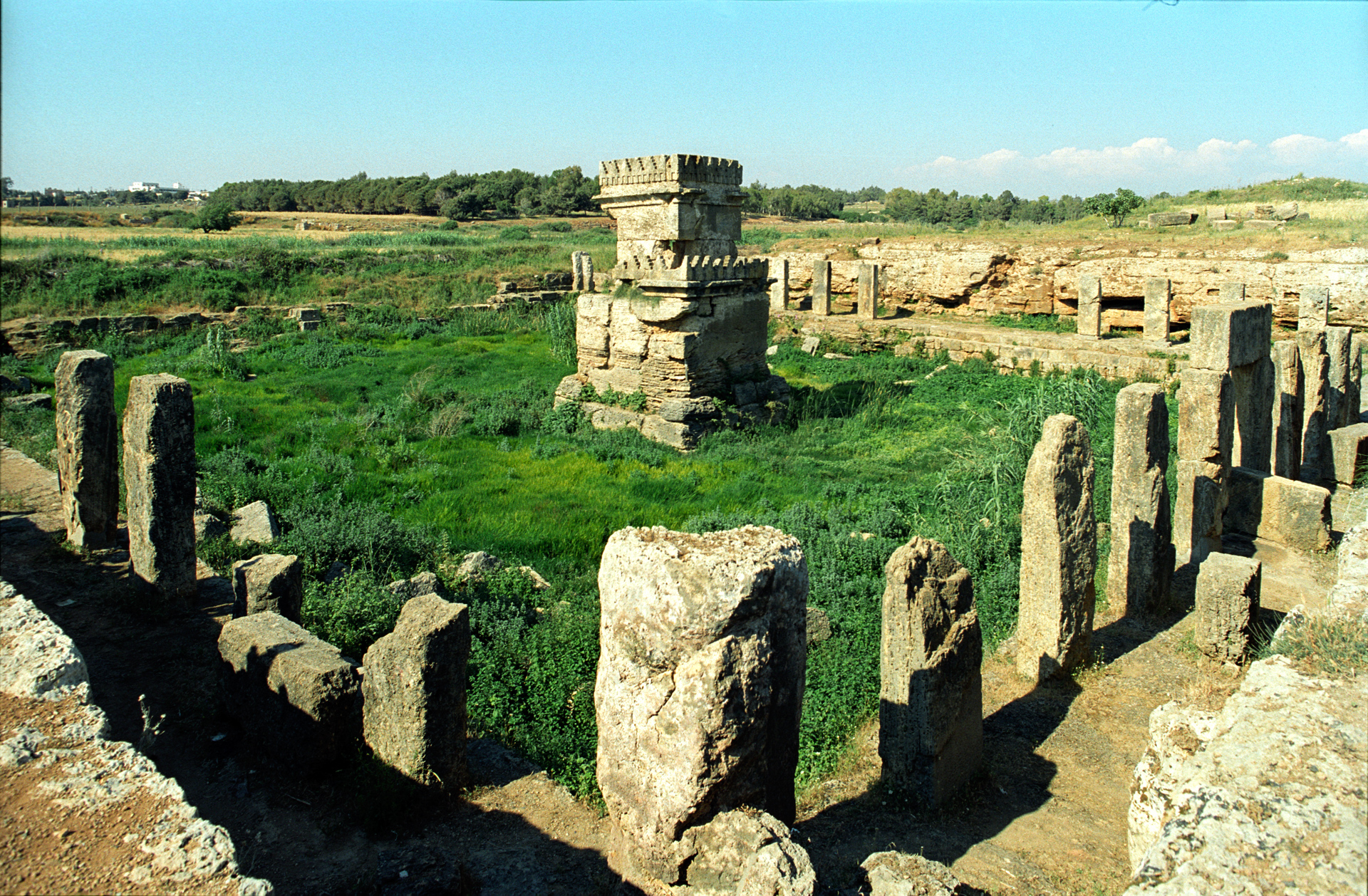
Templul fenician din Amrit.

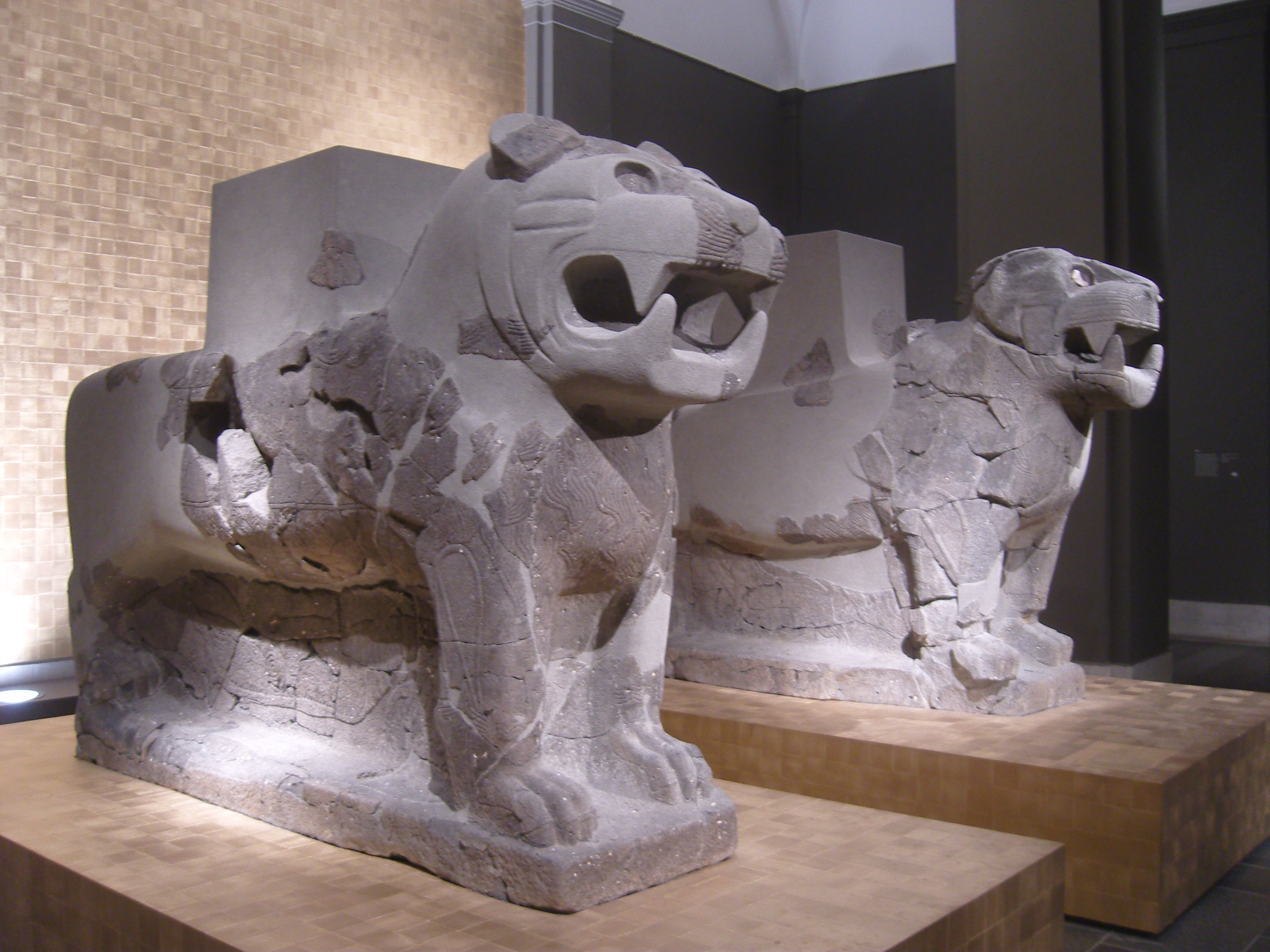
Reliefuri din Tel Halaf datând din timpul regatului arameic a lui Bit Bahiani

În jurul secolului 14 î. Hr., diferite popoare semitice s-au ivit pe teritoriu, precum suteenii semi-nomazi, care au intrat într-un conflict fără succes, cu Babilonul aflat în est, și cu arameii vorbitori de limbă semitică vestică care i-au absorbit pe amoriții de mai înainte. Suteanii au fost de asemenea subjugați de Asiria și de hitiți pentru secole. Egiptenii au luptat cu hitiții pentru controlul asupra Siriei vestice; lupta și-a atins apogeul cu Bătălia de la Kadesh din 1274 î. Hr. Vestul a rămas parte a imperiului hitit până la distrugerea sa în jurul anului 1200 î. Hr., pe când Siria estică a devenit parte a Imperiului Asirian Mijlociu, care de asemenea a anexat mult din vest în timpul regimului lui Tiglath-Pileser I (1114–1076 î. Hr.).
Odată cu distrugerea hitiților și declinul Asiriei la sfârșitul secolului 11 î. Hr., triburile arameice au preluat controlul asupra unei bune părți din interior, formând state precum Bit Bahiani, Aram-Damascus, Hama, Aram-Rehob, Arab-Naharaim și Luhuti. Din acest punct, regiunea a devenit cunoscută ca Arameea sau Aram. Aici a fost de asemenea o sinteză între arameii semiți și rămășițele de hitiți indo-europeni, ce a dus la fondarea unui număr de state siro-hitite în nordul centrului Aramului (Siria) și sudul Asiei Mici (Turcia modernă), printre care Palistin, Carchemish și Sam'al.
Un grup canaanit cunoscut ca fenicieni a ajuns să domine coastele Siriei, (și de asemenea Libanul și nordul Paletinei) din secolul 13 î. Hr., formând orașe-stat ca Amrit, Simyra, Arwad, Paltos, Ramitha și Shuksi. Din aceste regiuni de coastă și-au întins influența de-a lungul Mediteranei, făcând colonii în Malta, Sicilia, peninsula Iberică (Spania și Portugalia modernă), coastele Africii de nord, dar cel mai semnificativ fapt este fondarea marelui oraș-stat Cartagena (în Tunisia modernă) în secolul 9 î. Hr., care mult mai târziu a devenit centru al unui imperiu însemnat, ce rivaliza cu Imperiul Roman.
Siria și întregul Orient Apropiat, precum și alte teritorii, au căzut în mâinile vastului Imperiu Neo-Asirian (911 î. Hr. – 605 î. Hr.). Asirienii au introdus aramaica imperial ca lingua franca a imperiului. Această limbă a rămas dominantă în Siria și în întreg Orientul Apropiat până la cucerirea arabă islamică din secolele 7-8 d. Hr. Tot până la cucerire, imperiul a fost mijloc de răspîndire a creștinismului. Asirienii și-au numit coloniile din Siria și Liban, Eber Nari. Dominația asiriană s-a terminat după ce asirienii au slăbit foarte mult în urma unei serii de războaie civile brutale, urmate de o coaliție de atac a fostelor popoare supuse: mezii, babilonienii, caldeii, perșii, sciții și cimerienii. În timpul căderii Asiriei, sciții au devastat și prădat mult din Siria. Ultima poziție a armatei asiriene a fost Carchemish din nordul Siriei, în 605 î. Hr.
Imperiul Asirian a fost succedat de Noul Imperiu Babilonian (605 î. Hr. – 539 î. Hr.). În această perioadă, Siria a devenit loc de bătălie între Babilonia și altă fostă colonie asiriană, Egiptul. Babilonienii, ca și rudele lor asiriene, au fost victorioși în lupta împotriva Egiptului.

### Antichitatea clasică

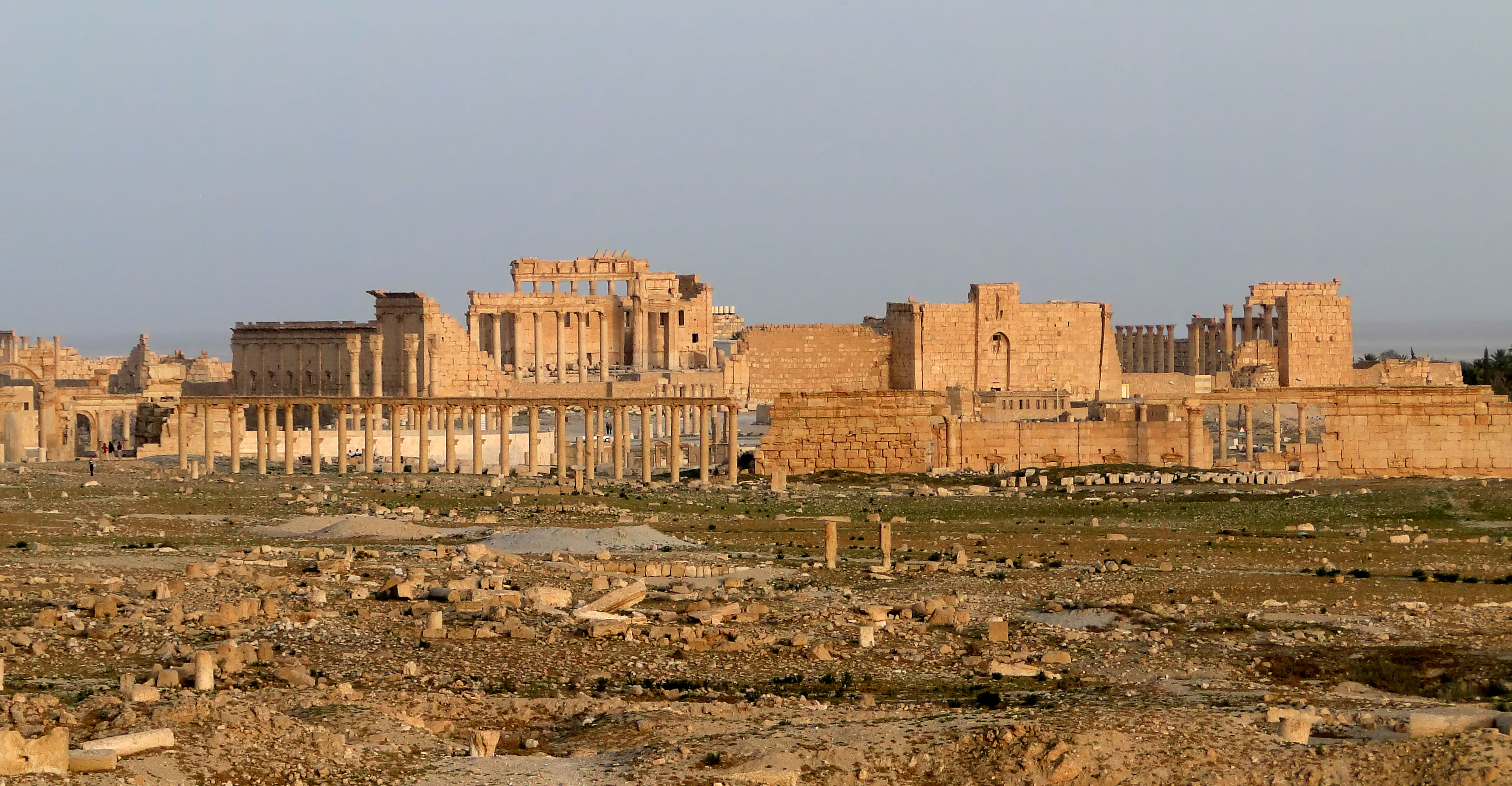
Orașul antic Palmira

Perșii ahemenizi a preluat Siria de la Babilon ca parte a hegemoniei lor în Asia de sud-vest, în 539 î. Hr. Perșii, care s-au aflat patru secole sub conducere asiriană, au păstat aramaica imperială ca limbă a Imperiului Ahemenid (539 î. Hr. - 330 î. Hr.), precum și numele asirian al satrapiei Aramului/Siriei, Eber-Nari.
Siria a fost cucerită de Imperiul Macedonean grec, condus de Alexandru cel Mare prin aproximativ 330 î. Hr., și în consecință a devenit provincia Coele-Siria a Imperiului Seleucid grecesc (323 î. Hr. – 64 î. Hr.).
Grecii au fost cei care au dat regiunii numele de „Siria”. La origine o corupere a denumirii „Asiria”, grecii au folosit acest termen nu doar pentru a descrie Asiria însăși, ci pamanturile din vestul acesteia, care s-au aflat timp de secole sub dominație asiriană. Așadar, în lumea greco-romană, atât arameii din Siria, cât și asirienii din Mesopotamia, erau numiți „sirieni” sau „siriaci”, deși aceștia erau popoare distincte, dar această confuzie va continua și în lumea modernă. În cele din urmă, părți ale Siriei seleucide au fost preluate de Hașmonei până la dezintegrarea lentă a imperiului elenistic. 
Pentru scurt timp, Siria ajuns sub control armenesc din 83 î. Hr., prin cuceririle lui Tigran cel Mare, care a fost întâmpinat ca salvator al poporului său de seleucizi și romani. Armenii au menținut controlul asupra Siriei pentru două decenii înainte de a fi izgoniți de romani. 

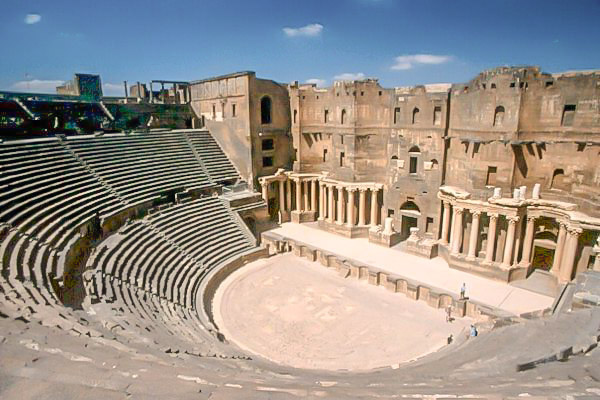
Teatru Roman din Bosra din provincia Arabia, Siria de azi

Pompei cel Mare al Imperiului Roman, a capturat Antiohia în 64 î. Hr., transformând Siria în provincie romană.

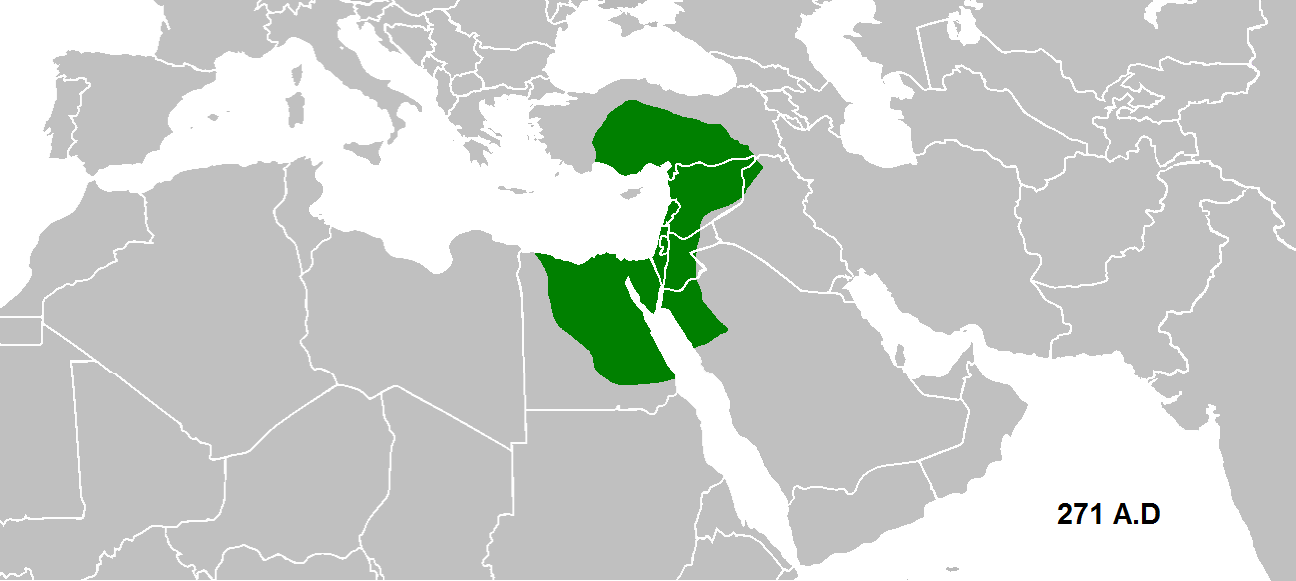
Imperiul palmirian în 271 d. Hr.

Palmira, un regat bogat și uneori puternic, vorbitor de aramaică, a apărut în centrul Siriei, în secolul 2; palmirienii au înființat o rețea comercială care a făcut orașul unul dintre cele mai bogate din imperiul roman. În cele din urmă, la sfârșitul secolului 3 d. Hr., regele Palmirei, Odenatus, l-a învins pe împăratul persan Shapur I și a controlat în întregime estul roman, pe când Zenobia, succesorul și văduva sa, a înființat Imperiul de la Palmira, care a cucerit Egiptul, Siria, Palestina, mult din Asia Mică, Iudeea și Libanul, înainte de a fi până la urmă adusă sub control roman în 273 d. Hr.
Regatul mesopotamian asirian Adiabene a controlat teritorii din nord-estul Siriei între 10 d. Hr. și 117 d. Hr., înainte de a fi cucerit de Roma.
Limba aramaică a fost la fel de rătăcită ca și Zidul lui Hadrian din Britania antică, cu inscripții scrise de soldații asirieni și aramei din Imperiul Roman.
În cele din urmă, controlul Siriei a trecut la bizantini, în urma scindării Imperiului Roman.
Populația în mare măsură vorbitoare de aramaică din Siria în timpul apogeului imperiului bizantin, probabil că n-a predominat până în secolul 19. Anterior cuceririi arabe islamice din secolul 7 d. Hr., masa populației erau aramei, dar Siria era de asemenea casa claselor conducătoare grecești și romane, asirienii rămânând în nord-est, fenicienii de-a lungul coastelor, iar evreii și armenii fiind de asemenea existenți în orașe mari, alături de nabateeni și arabii pre-islamici, precum lahmizii și gassanizii ce locuiau în deșerturile din sudul Siriei. Creștinismul sirian a devenit religia cea mai importantă, deși alții urmau iudaismul, mitraismul, maniheismul, religia greco-romană, religia canaanită și religa mesopotamiană. Populația largă și prosperă a Siriei a făcut din Siria una dintre cele mai importante provincii romane și bizantine, mai ales în secolele 2 și 3 (d. Hr.).
Împăratul roman Alexandru Sever, care a fost împărat din 222 până în 235, a fost un arameu din Siria. Vărul său, Eliogabal, care a fost împărat din 218 până în 222, a fost de asemenea din Siria, iar familia sa deținea drepturi ereditare în preoțimea înaltă a zeului arameu al soarelui, în Homsul modern din Siria. Un alt împărat roman care a fost sirian a fost Filip Arabul (Marcus Iulius Filipus), împărat din 244 până în 249.
Siria este importantă în istoria creștinismului: Saul din Tars, cunoscut mai mult ca apostolul Pavel, a fost convertit pe drumul spre Damasc și a fost un personaj semnificativ în biserica creștină din Antiohia din Siria antică, de unde a pornit în multe din călătoriile sale misionare. (Fapte 9:1–43)

### Evul Mediu

#### În timpul epocii lui Mohammed
Prima interacțiune a lui Mohammed cu poporul și triburile Siriei a avut loc în timpul invaziei Dumatului Jandal, în iulie 626, unde acesta a ordonat adepților săi să invadeze Dumatul, întrucât Mohammed a înțeles că anumite triburi au fost implicate în marele jaf și s-a pregătit de atacarea chiar a Medinei.
William Montgomery Watt susține că aceasta a fost cea mai importantă expediție pe care Mohammed a ordonat-o în timpul său, chiar dacă a fost menționată puțin în sursele primare. Dumat Al-Jandal se afla la 500 mile (804,672 km) distanță de Medina, iar Watt afirmă că acolo nu exista o amenințare imediată la adresa lui Mohammed, în afară de posibilitatea ca conexiunile cu Siria și aprovizionările spre Medina să fie întrerupte. Watt spune că „este tentant să presupui că Mohammed prevăzuse deja expansiunea ce avea să aibă loc după moartea sa” și că marșul rapid al trupelor sale i-ar fi „impresionat pe toți cei care au auzit de el”.
De asemenea, William Muir crede că expediția a fost importantă întrucât Mohammed a fost urmat de 1000 de bărbați ce se aflau la hotarele cu Siria, unde triburi distante i-au însușit numele, pe când orizontul politic al fostului impreriu mohammedan s-a extins.

#### Siria islamică (al-Sham)

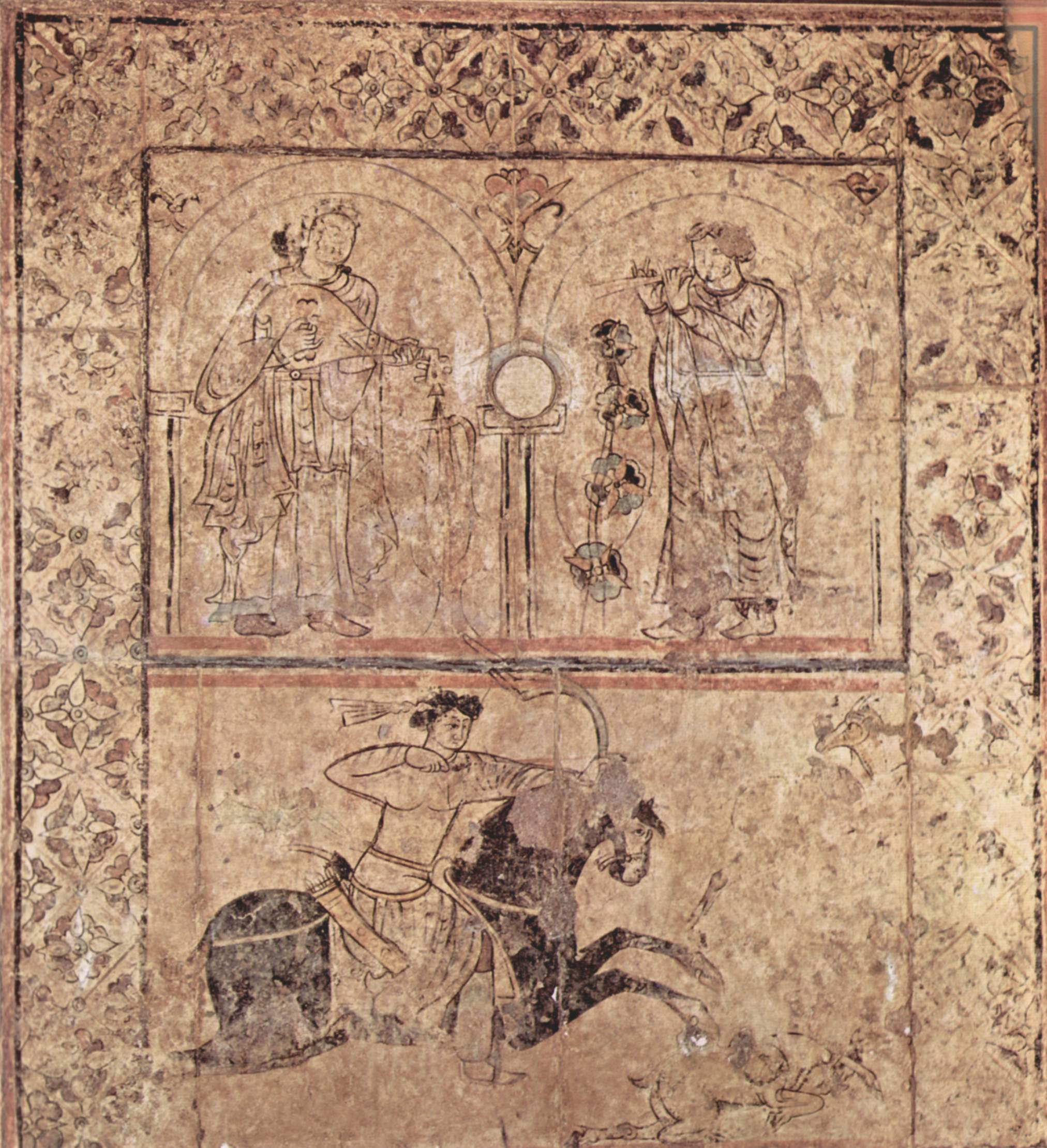
Frescă din Qasr al-Hayr al-Gharbî, construită la începutul secolului 7

Prin 640 d. Hr., Siria a fost cucerită de armata arabă Rashidun, condusă de Khalid ibn al-Walid. La mijlocul secolului 7, dinastia Omeiadă, iar apoi conducătorii imperiului, au plasat capitala imperiului la Damasc. Puterea țării a scăzut în timpul ultimei domnii Omeiade, în special datorită totalitarismului, corupției și revoluțiilor cauzate de acestea. Dinastia Omeiadă a fost răsturnată în 750 de dinastia Abbasidă, care a mutat capitala imperiului la Baghdad.
Araba – devenită oficială sub Omeiazi – a devenit limbă dominantă, înlocuind greaca și aramaica, dominante în epoca bizantină. În 887, Tulunizii, dinastie ce conducea Egiptul islamic, au anexat Siria ce aparținea Abasizilor, și au fost mai târziu înlocuiți cu dinastia egipteană a Ihșidizilor, iar mai târziu cu hamdanizii, dinastie ce își au originea în Alep, fondată de Sayf al-Dawla.

#### Cruciații, Ayyubidii, Mamelucii și nizariții

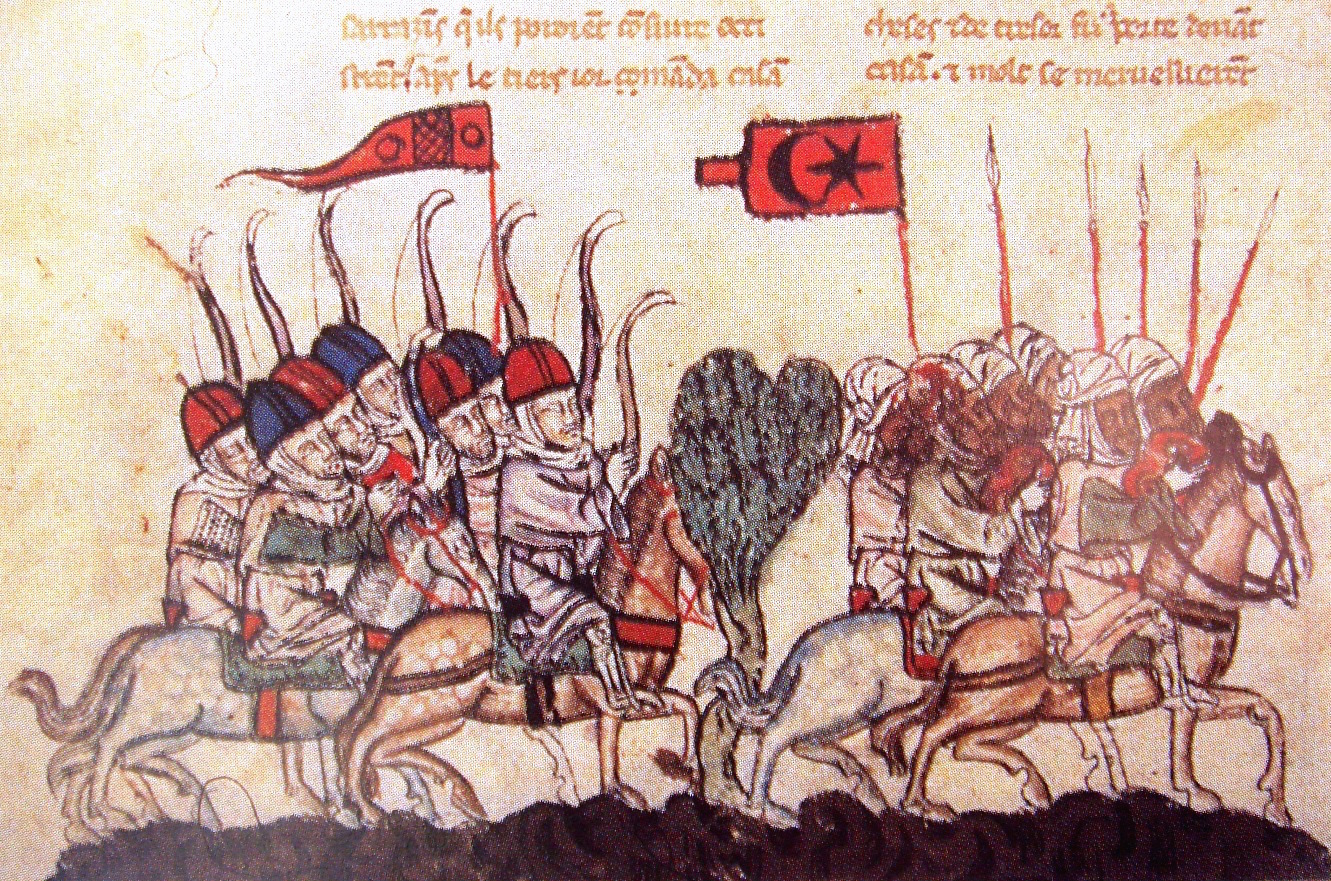
Bătălia de la Wadi al-Khazandar (1299). Mongolii conduși de Ghazan i-au înfrânt pe Mameluci.

Părți ale Siriei au fost deținute de stăpâni francezi, englezi, italieni și germani, între 1098 și 1189, în timpul cruciadelor, stăpânirile ce au condus în acea perioadă fiind cunoscute ca state cruciate, iar prima țară de acest fel din Siria a fost Principatul de Antiohia. Regiunea montană de coastă a fost de asemenea ocupată în parte de ismaeliți nizariți, așa-numiții Asasini, care au avut confruntări și armistiții intermitente cu statele cruciate. Mai târziu în istorie, „nizariții au făcut cunoscute ostilitățile france; ei au primit sprijin de la Ayyubidi.”
După un secol de conducere selgiucidă, Siria a fost cucerită (1175–1185) în cea mai mare parte de despotul războinic kurd Saladin, fondatorul dinastiei Ayyubide din Egipt. Alep a căzut în mâinile mongolilor lui Hulegu în ianuarie 1260, iar Damascul în martie, dar apoi Hulegu a fost forțat să-și întrerupă atacul și să se întoarcă în China pentru a trata o dispută de succesiune.

### Siria otomană

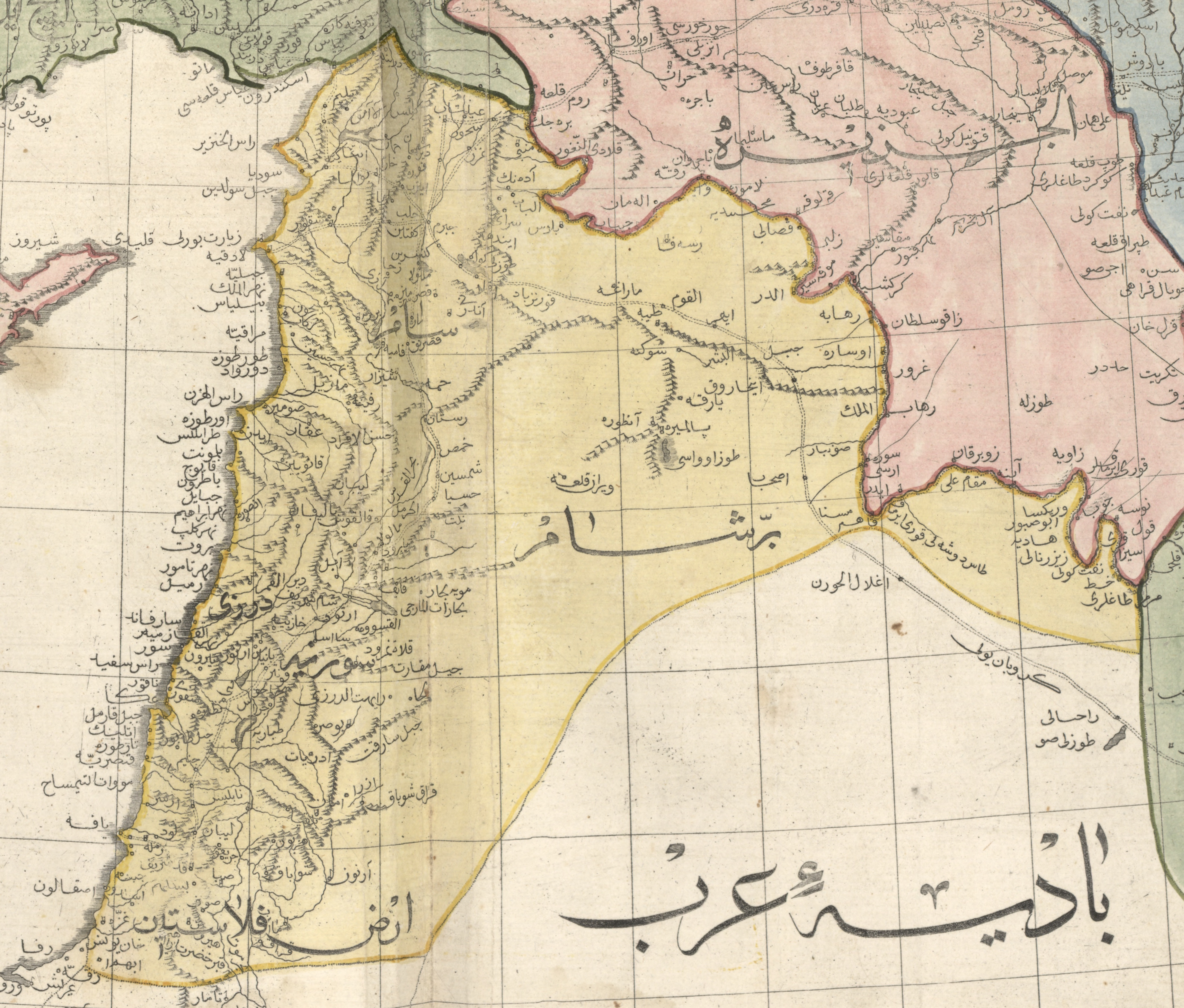
1803 Atlasul Cedid, prezentând Siria otomană marcată ca „Al Sham” în galben

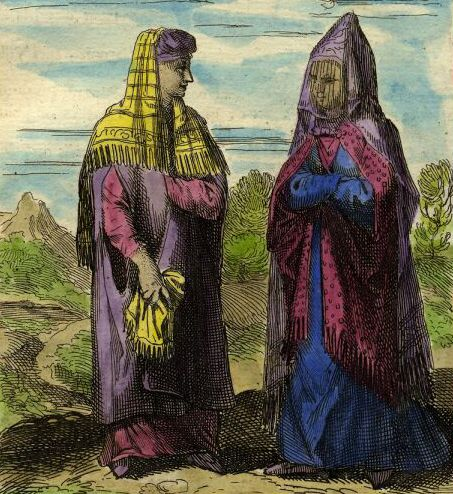
Femei siriene, 1683

În 1516, Imperiul Otoman a invadat sultanatul Mameluc al Egiptului, cucerind Siria și încoporând-o în imperiul său. Sistemul otoman n-a fost împovărător pentru sirieni deoarece turcii au respectat araba ca limbă a Coranului și au acceptat rolul apărătorilor credinței. Damascul a devenit centru comercial important al Meccăi, ce a primit un caracter sfânt pentru musulmani, datorită rezultatelor bune ale pelerinilor nenumărați ce au trecut prin pelerinajul spre Mecca.
Administrația otomană a introdus un sistem ce a condus la co-existență pașnică. Fiecare minoritate etno-religioasă – musulmani șiiți arabi, musulmani sunniți arabi, ortodocși sirieni aramei, ortodocși greci, creștini maroniți, creștini asirieni, armeni, kurzi și evrei – constituia millet. Liderii religioși ai fiecărei comunități au administrat drepturile de stare și au executat anumite funcții civile de asemenea. În 1831, Ibrahim Pasha al Egiptului a renunțat la loialitatea sa față de imperiu și a invadat Siria otomană, capturând Damascul. În timpul conducerii sale scurte asupra domeniului, a încercat să schimbe demografia și structura socială a regiunii: a adus mii de țărani egipteni pentru a popula câmpiile din Siria de sud, a reconstruit Jaffa și a așezat în ea soldați egipteni veterani, intenționând să o transforme într-o capitală regională și a zdrobit rebeliunile țăranilor și druizilor și a deportat oamenii neloiali din triburi. Oricum, în 1840 a fost nevoit să predea teritoriul înapoi otomanilor.
Din 1864, reformele Tanzimatului au fost aplicate în Siria otomană, fiind dezmembrate provinciile (vilaietele) Alep, Zor, Beirut și Damasc; a fost creat Mutasarifatul Muntelui Liban și curând după aceasta, Mutasarifatul Ierusalim a fost creat și a primit un statut separat.
În timpul Primului Război Mondial, Imperiul Otoman a intrat în conflict de partea Germaniei și imperiului austro-ungar. În cele din urmă a suferit înfrângere și a pierdut controlul asupra întregului Orient Apropiat în favoarea Imperiului Britanic și a Imperiului Francez. În timpul conflictului, genocidul împotriva popoarelor creștine a fost executat de otomani și aliații săi sub forma Genocidului Armean și a celui Asirian, orașul Deir ez-Zor din Siria otomană fiind destinația finală a acestor marșuri ale morții. La mijlocul Primului Război Mondial, doi diplomați ai aliaților (francezul François Georges-Picot și britanicul Mark Sykes) s-au înțeles în secret asupra împărțirii de după război a Imperiului Otoman în zone de influență prin Acordul Sykes-Picot din 1916. Inițial, cele două teritorii au fost separate de o graniță ce se întindea aproape ca o linie dreaptă, de la Iordan la Iran. În orice caz, descoperirea petrolului în regiunea Mosul puțin înainte de sfârșitul războiului, a dus la o altă negociere cu Franța în 1918, prin care această regiune a fost cedeată 'Zonei B', adică zonei britanice de influență. Această frontieră a fost mai târziu recunoscută pe plan internațional când Siria a primit un mandat al Ligii Națiunilor în 1920.

### Mandatul francez

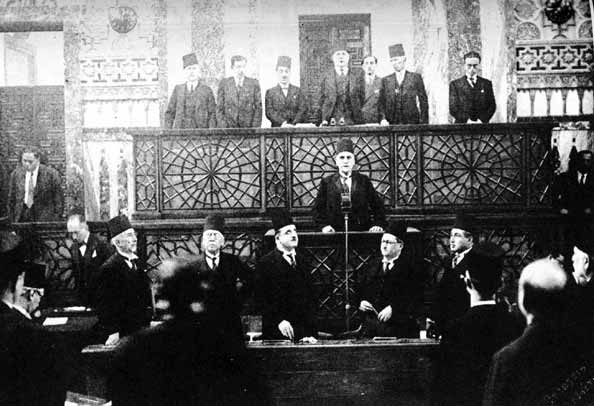
Inaugurarea președintelui Hashim al-Atassi în 1936

În 1920, un Regat al Siriei independent a fost înființat sub Faisal I din familia Hașemiților. Oricum, această conducere a durat doar câteva luni, până la Bătălia de la Maysalun. Trupe franceze au ocupat Siria în urma Conferinței de la San Remo, la care s-a propus ca Liga Națiunilor să pună Siria sub mandat francez. Generalul Gouraud a avut, potrivit secretarului său, de Caix, două opțiuni: „Să creeze o națiune siriană care nu există... acoperind rupturile care încă o divizează” sau „să cultive și să mențină tot fenomenul, ce cere arbitrarea noastră în contextul acestor diviziuni”. De Caix a adăugat: „Trebuie să spun că mă interesează doar a doua opțiune”. Este ceea ce a făcut Gouraud.
În 1925, Sultan al-Atrash a condus o revoltă ce a izbucnit în Muntele Druizilor și s-a răspândit în toată Siria și în unele părți ale Libanului. Al-Atrash a câștigat niște bătălii împotriva francezilor, notabile fiind Bătălia de la al-Kafr din 21 iulie 1925, Bătălia de la al-Mazraa din 2–3 august 1925 și bătăliile de la Salkhad, al-Musayfirah și Suwayda. Franța a trimis mii de soldați din Maroc și Senegal, redobândind astfel multe orașe, deși rezistența a durat până în primăvara lui 1927. Francezii l-au condamnat la moarte pe Sultan al-Atrash, dar acesta a scăpat cu rebelii la Transiordania și a fost în cele din urmă iertat. S-a întors în Siria în 1937, după semnarea Tratatului Siriano-Francez. 
Siria și Franța au negociat un tratat de independență în septembrie 1936, iar Hashim al-Atassi a fost primul președinte ce a fost ales sub prima încarnare a republicii moderne Siria. Oricum, tratatul n-a avut nici o putere deoarece Legislatura Franceză a refuzat să-l ratifice. Odată cu căderea Franței în 1940, în timpul celui de-Al Doilea Război Mondial, Siria intrat sub controlul Franței de la Vichy, până britanicii și francezii liberi au ocupat țara în campania Siria-Liban, în iulie 1941. Presiunea continuă din partea naționaliștilor sirieni și a britanicilor i-a forțat pe francezi să-și evacueze trupele în aprilie 1946, lăsând țara în mâinile unui guvern republican ce a fost format în timpul mandatului.

### Republica siriană independentă

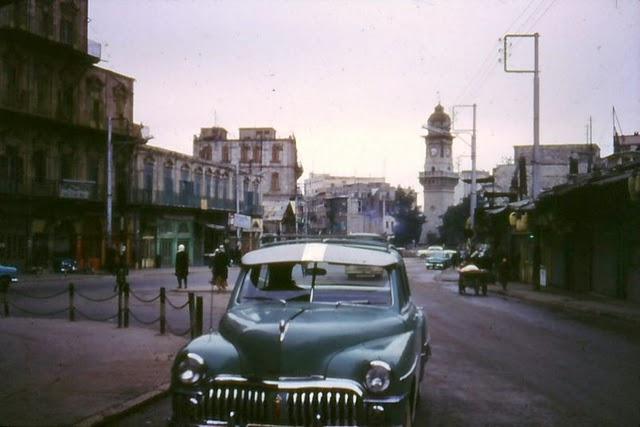
Alep în 1961

Răsturnarile de putere au dominat politica siriană de la independență până la sfârșitul anilor 1960. În mai 1948, forțele siriene au invadat Palestina, împreună cu statele arabe și imediat au atacat așezările evreiești. Președintele lor, Shukri al-Quwwatli și-a însărcinat trupele pe front, „să distrugă sioniștii”. Scopul invaziei a fost prevenirea înființării statului Israel. Înfrângerea în acest război a fost unul din factorii principali ai loviturii de stat siriene din martie 1949, înfăptuită de colonelul Husni al-Za'im, descrisă ca prima răsturnare militară din lumea arabă de la începutul celui de-Al Doilea Război Mondial. Aceasta a fost curând urmată de altă răsturnare, a colonelului Sami al-Hinnawi, care a fost singur destituit rapid de colonelul Adib Shishakli, totul în cadrul aceluiași an.
În cele din urmă, Shishakli a abolit întru totul multipartidismul, dar a fost răsturnat prin lovitura de stat din 1954, iar sistemul parlamentar a fost restabilit. În orice caz, din această perioadă, puterea a fost din ce în ce mai concentrată pe statornicirea militară și buna securitate. Slăbiciunea instituțiilor parlamentare și proasta gestionare a economiei a condus la tulburări și la influența naserismului și a altor ideologii. A fost un teren fertil pentru mișcările ce susțineau naționalismul arab, naționalismul sirian și socialismul, ce reprezentau elemente nemulțumite ale societății. Printre nemulțumiți se numărau și minorități religioase, care cereau o reformă radicală.
În noiembrie 1956, ca rezultat direct al Crizei Suezului, Siria a semnat un pact cu Uniunea Sovietică. Acesta a dat un punct de sprijin pentru influența comunistă în cadrul guvernului, în schimbul echipamentului militar. Atunci, Turcia a devenit îngrijorată de creșterea în putere a tehnologiei militare siriene, mai ales că părea posibil ca Siria să recucerească İskenderunul. Doar dezbaterile aprinse de la Națiunile Unite au redus amenințarea războiului.
Pe 1 februarie 1958, președinții Shukri al-Quwatli al Siriei și Nasser al Egiptului, au anunțat unirea Egiptului și Siriei, formând Republica Arabă Unită, și toate partidele politice siriene, inclusiv comuniștii, și-au încetat activitățile. Pănă una alta, un grup de ofițeri sirieni ba'athiști, alarmați de poziția slabă a partidului și creșterea fragilității uniunii, au decis să formeze un Comitet Militar secret; membrii săi inițiali au fost locotenentul-colonel Muhammad Umran, maiorul Salah Jadid și căpitanul Hafez al-Assad. Când Siria s-a separat pe 28 septembrie 1961 după o lovitură de stat, instabilitatea urmată a culminat cu lovitura din 8 martie 1963. Partidul Socialist Arab Ba'ath, condus de Michel Aflaq și Salah al-Din al-Bitar, a preluat puterea. Noul cabinet a fost dominat de membri Ba'ath.

### Siria ba'athistă

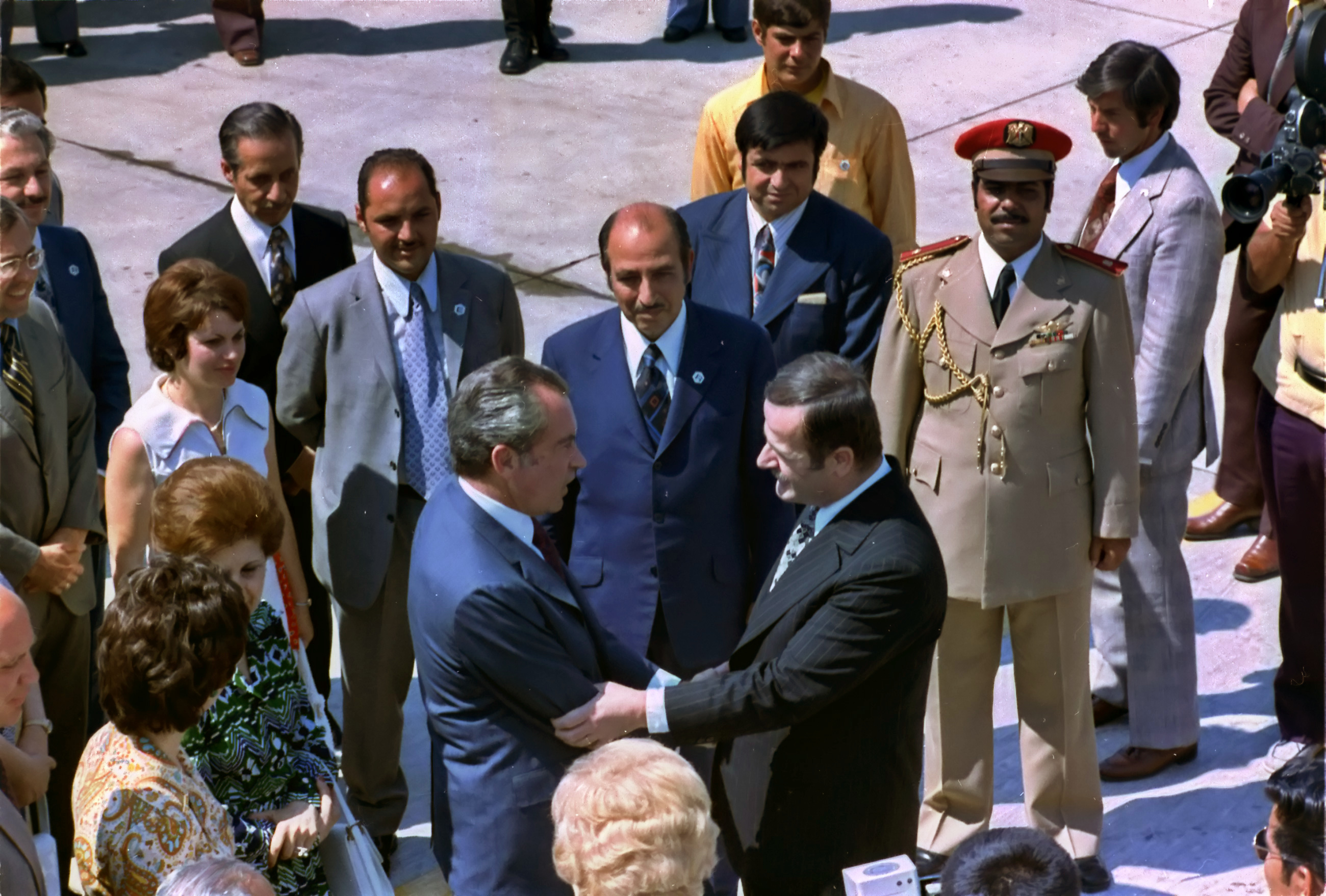
Hafez al-Assad îl salută de Richard Nixon la sosirea acestuia la aeroportul Damasc în 1974

Pe 23 februarie 1966, Comitetul Militar a executat o răsturnare în interiorul partidului Ba'ath, arestându-l pe președintele Amin Hafiz și desemnând guvern civil, regionalist, al Ba'ath, pe 1 martie . Deșo Nureddin al-Atassi devenise șeful formal al statului, Salah Jadid a fost conducătorul efectiv al Siriei din 1966 până în 1970. Răsturnarea a dus la o împărțire în două a originalului Partid pan-arab Ba'ath: au fost înființate mișcarea ba'athistă iraqiană (a condus Iraqul din 1968 până în 2003) și mișcarea ba'athistă ce conduce Siria.
În prima parte a lui 1967, a existat o mică stare de război între Siria și Israel. Conflictul cu privire la cultivarea pământului de către Israel în Zona Demilitarizată a dus la conflictele aeriene prebelice din 7 aprilie dintre Israel și Siria. După ce Israel a lansat o lovitură preventivă, a început Războiul de Șase Zile, iar Siria s-a alăturat războiului și a atacat Israelul. În ultimele zile ale războiului, Israelul și-a îndreptat atenția spre Siria, capturând două treimi din Înălțimile Golan în 48 de ore. Înfângerea a fost cauzată de o neînțelegere între Jadid și Assad cu privire următoarele demersuri.

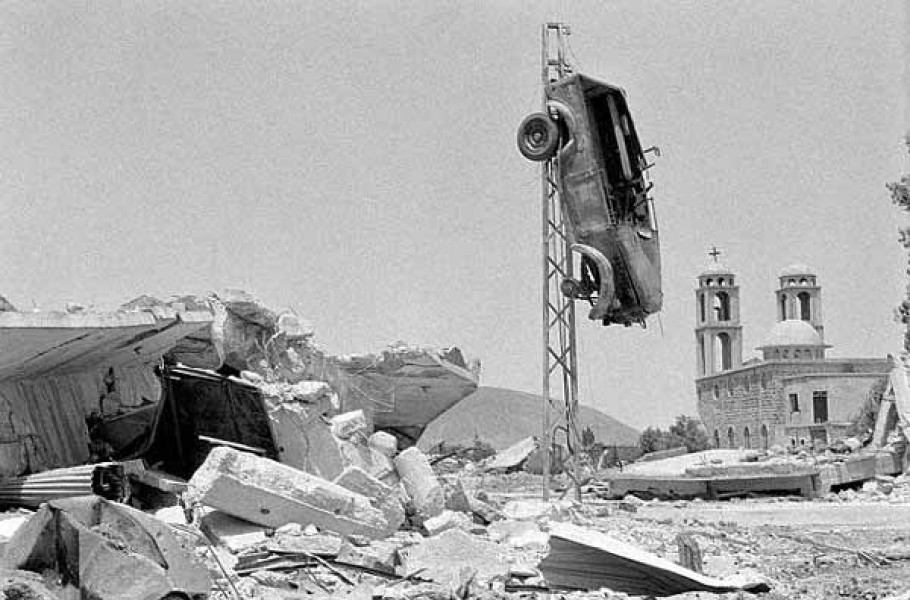
Satul Quneitra, în mare măsură distrus înaintea retragerii israilene din iunie 1974.

Neînțelegerea s-a iscat între Jadid, care controla aparatul de partid, și Assad, care îl controla pe cel militar. Forțele siriene trimise să ajute PLO s-au retras în 1970, în timpul lui ostilităților din „Septembrie Negru”. Lupta pentru putere a culminat în noiembrie 1970, cu Mișcarea Corectivă, o răsturnare militară nesângeroasă ce i-a dat lui Hafez al-Assad întreaga putere.
Pe 6 octombrie 1973, Siria și Egiptul au inițiat Războiul de Iom Kipur împotriva Israelului. Armata Israeliană a anulat câștigurile siriene inițiale și a lovit mai adânc în teritoriul sirian.
La începutul lui 1976, Siria a intrat în Liban, începând ocupația militară siriană. În următorii 15 ani de război civil libanez, Siria a luptat pentru controlul asupra Libanului și a încercat să oprească Israelui de la preluarea sudului Libanului. După, trupele siriene au rămas în Liban până în 2005. 
La sfârșitul anilor 1970, o răzvrătire islamistă a Fraților Musulmani s-a îndreptat împotriva guvernului. Islamiștii au atacat civili și personalul militar liber, determinând forțele de securitate să ucidă de asemenea civili prin lovituri represive. Răzvărirea a atins punctul culminant în 1982, prin masacrul de la Hama, când între 10,000 – 40,000 de oameni au fost uciși de trupele regulate ale Armatei Siriene. 
Relațiile Siriei cu alte două state arabe și cu lumea occidentală au suferit schimbări majore, aceasta participând la Războiul din Golf condus de SUA împotriva lui Saddam Hussein. Siria a participat la Conferința multilaterală de la Madrid din 1991, iar în anii 1990 s-a angajat în negocieri cu Israelul. Aceste negocieri au eșuat, iar de la întâlnirea de la Geneva a președintelui Hafez al-Assad cu președintele Bill Clinton, din martie 2000, n-au mai avut loc convorbiri directe siro-israeliene.
     Teritorii controlate de fostele forțe guvernamentale siriene
     Teritorii controlate de guvernul de tranziție sirian de opoziție
     Teritorii controlate de Forțele Democratice Siriene
     Teritorii controlate de Israel
Hafez al-Assad a murit pe 10 iunie 2000. Fiul său, Bashar al-Assad, a fost ales președinte în urma unor alegeri la care n-a avut contracandidați. Alegerea sa a văzut nașterea Primăverii Damascului și speranțe de reforme, dar în toamna lui 2001 autoritățile au reprimat mișcarea, arestând pe unii dintre intelectualii care o conduceau. În schimb, reformele au fost limitate la anumite reforme ale pieței.
Pe 5 octombrie 2003, Israelul a bombardat un loc de lângă Damasc și a pretins că aceasta a fost un antrenament al teroriștilor membri ai Jihadului Islamic. În martie 2004, kurzii și arabii sirieni s-au ciocnit în orașul nord-estic al-Qamishli. Semne de tulburări au fost văzute în orașele Qameshli și Hassakeh. În 2005, a luat sfârșit ocupația Siriei în Liban. Pe 6 septembrie 2007, Israelul și-a trimis luptătorii să execute Operațiunea Orchard împotriva unui suspect reactor nuclear aflat în construcție, construit de tehnicieni nord-coreeni.
Războiul Civil Sirian aflat în desfășurare, a fost inspirat de revoluțiile Primăverii Arabe. A început în 2011 ca un lanț de proteste pașnice, care au fost urmate de o represiune a Armatei Siriene. În iulie 2011, dezertorii din armată au declarat formarea Armatei Siriene Libere și au început să formeze unități de luptă. Opoziția este dominată de musulmani sunniți, în timp ce figurile din guvern sunt alawiți. Portivit diferitor surse, inclusiv ale Națiunilor Unite, până la 100,000 de oameni au fost omorâți în iunie 2013, inclusiv 11,000 de copii. Pentru a scăpa de violență, peste 2.1 milioane de refugiați sirieni au fugit în țările vecine Iordan, Iraq, Liban și Turcia. Un număr estimat de 450,000 de creștini sirieni și-au părăsit casele. Cum războiul civil a continuat, au apărut îngrijorări că țara ar putea deveni fragmentată și va înceta să mai existe ca stat.

## Geografie

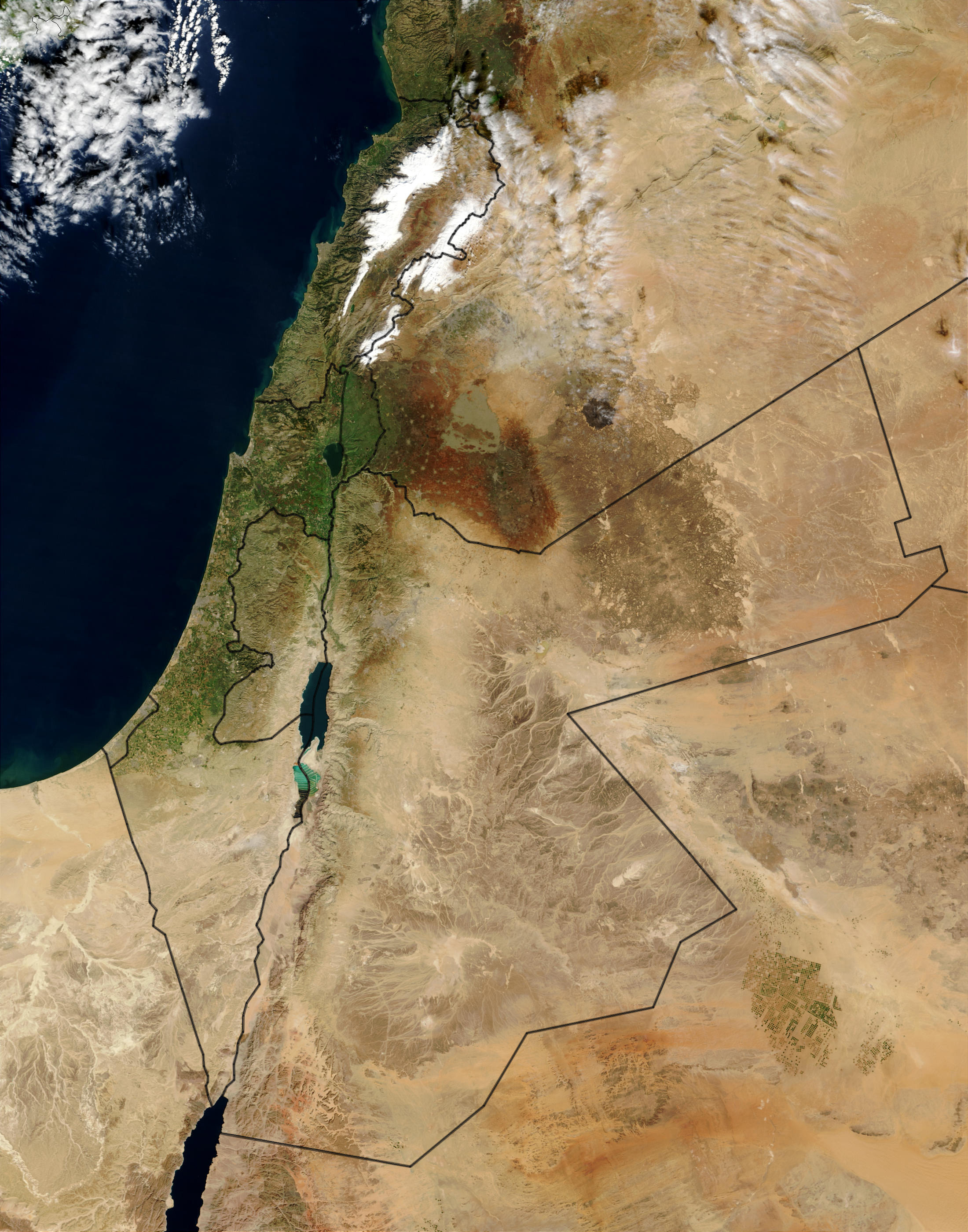
Localizarea Siriei

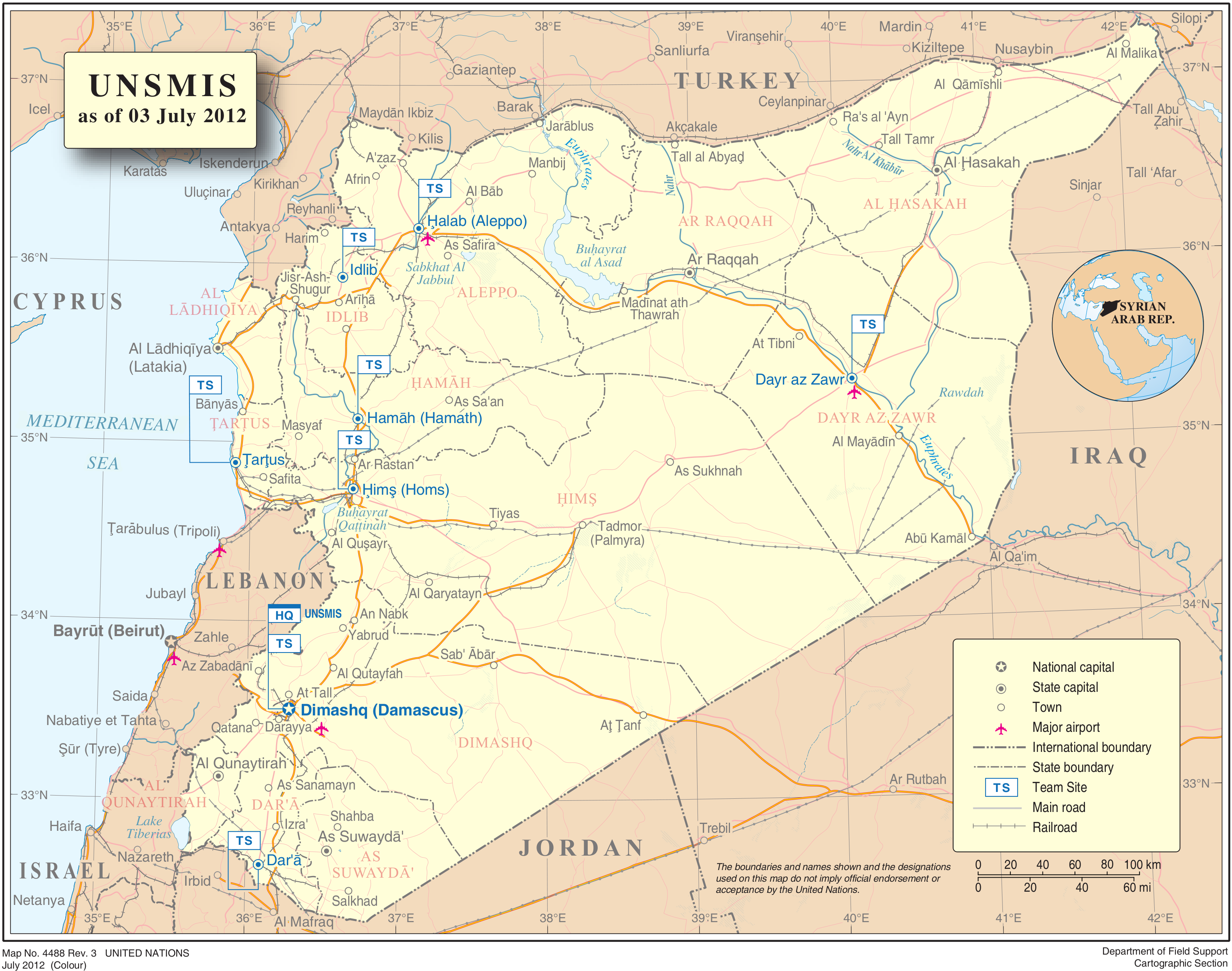
Harta Siriei

Siria se situează între latitudinile 32° și 38° N. La fel ca majoritatea statelor din Orientul Apropiat, Siria este o țară aridă, cu relief predominant deșertic, în care pustiurile ocupă peste o treime din teritoriu. 

În Siria se deosebesc două regiuni geografice principale: cea vestică și cea estică. Regiunea vestică cuprinde platoul îngust și lanțul muntos de pe coastă, care izolează interiorul țării de masele de aer umed dinspre Marea Mediterană. Partea estică este ocupată de o stepă vastă. Aceasta este traversată de Eufrat, care dă naștere pe malurile sale unor adevărate oaze.
Clima este caldă și uscată în Siria, iar iernile sunt blânde. Datorită înălțimii la care se află țara, ninsoarea are loc ocazional iarna. Petrolul în cantități comerciale a fost descoperit pentru prima dată în nord-est, în 1956. Cele mai importante terenuri petroliere sunt cele din Suwaydiyah, Qaratshui, Rumayian, and Tayyem, lângă Dayr az–Zawr. Terenurile sunt o externsie naturală a terenurilor Iraqului din Mosul și Kirkuk. Petrolul a devenit resursa naturală principală a Siriei și materia principală de export după 1974. Gazul natural a fost descoperit pe terenul din Jbessa în 1940.

### Orașe
Capitala Siriei este Damasc (1.711.000 locuitori), situat în sud-vestul țării, este supranumit Orașul Iasomiei, fiind printre cele mai vechi orașe locuite din lume. Este al doilea oraș ca mărime din Siria. Alep (2.132.100 locuitori) este cel mai mare oraș al Siriei, fiind situat în nord-vestul țării la 310 kilometri de Damasc, totodată fiind și cel mai mare oraș al Levantului. Alte orașe: Homs (652.609 locuitori), Latakia (383.786 locuitori), Hama (312.994 locuitori), Ar-Raqqah (220.488 locuitori), Deir ez-Zor (211.857 locuitori), Al-Hasakah (188.160 locuitori).

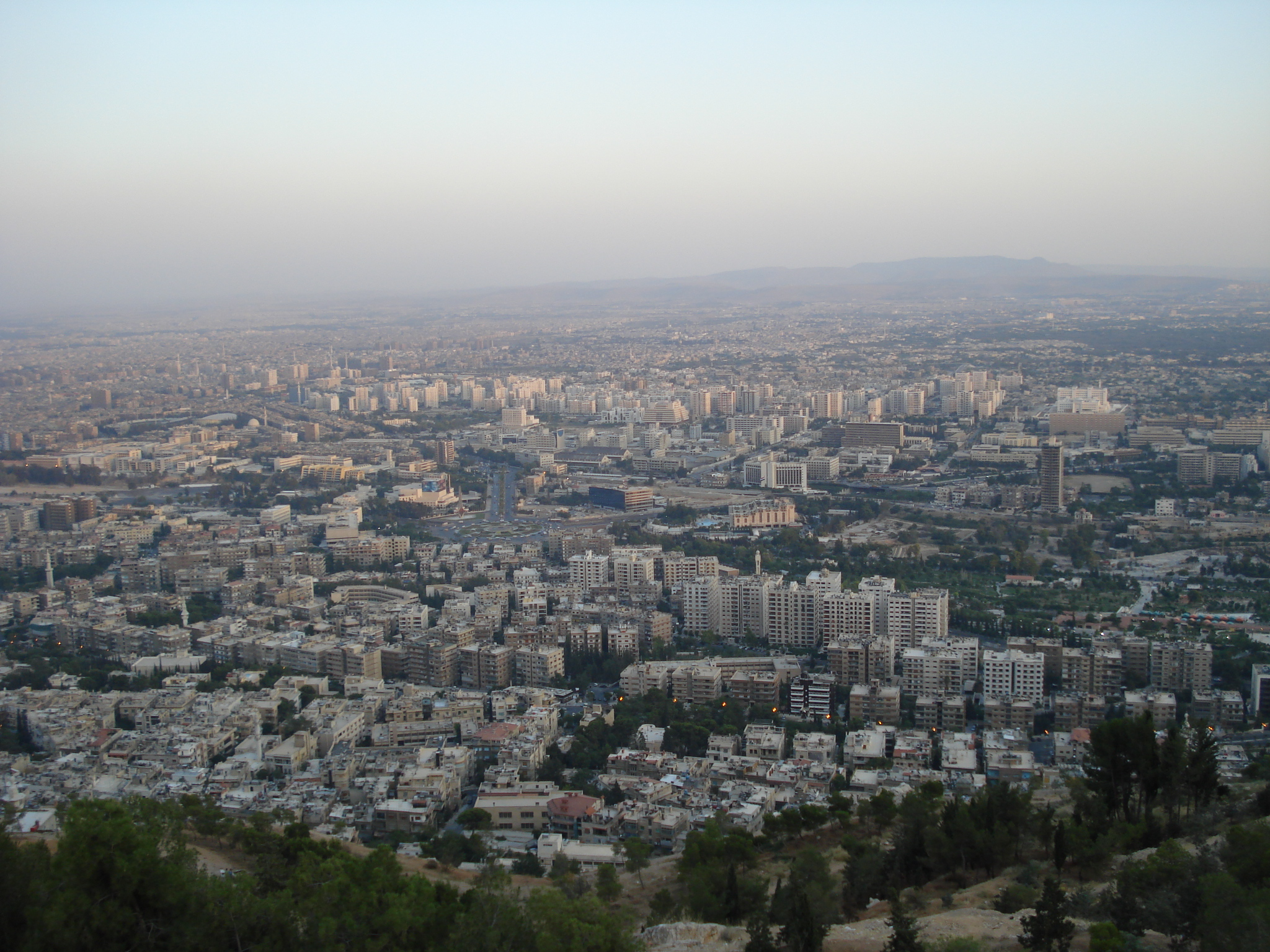
Damasc
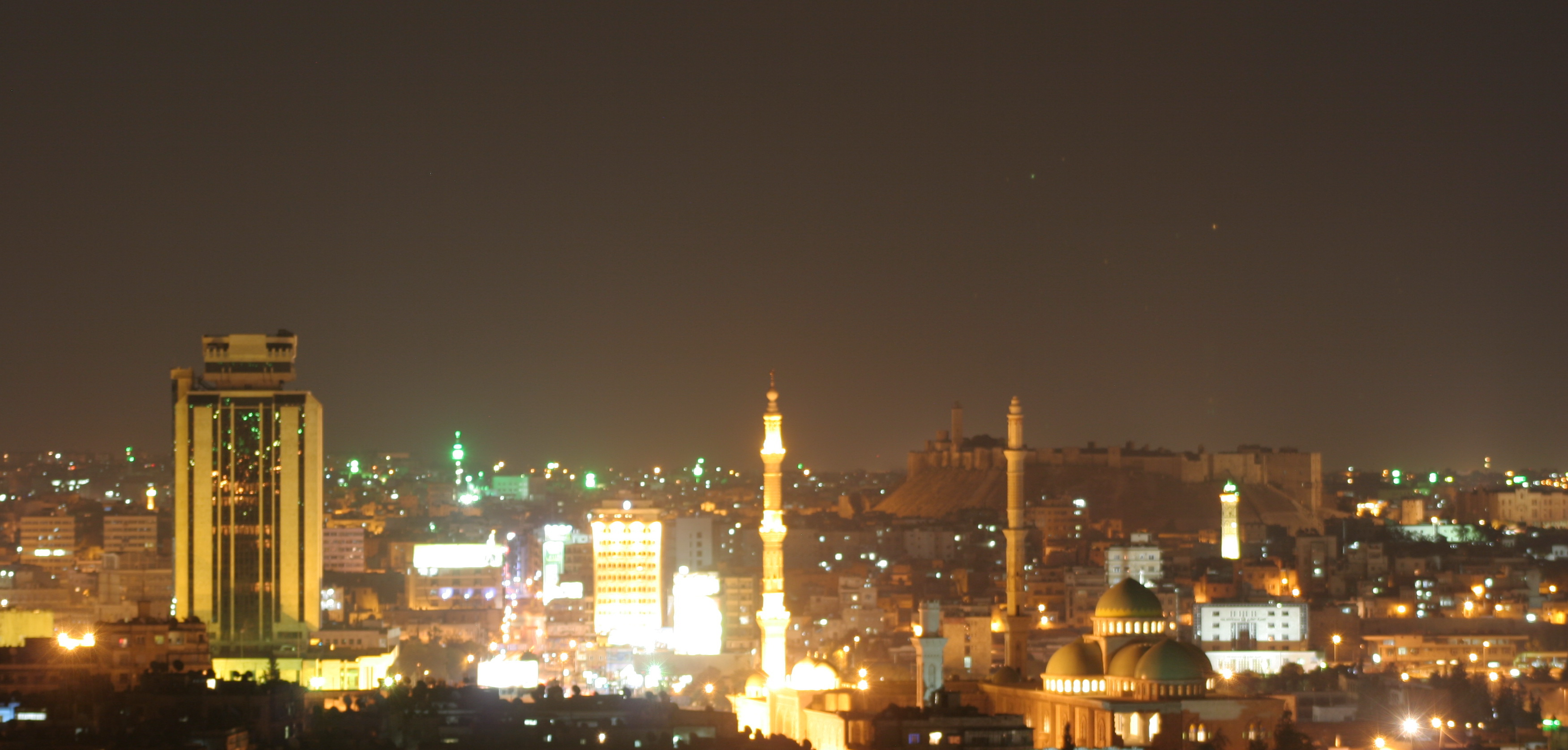
Alep
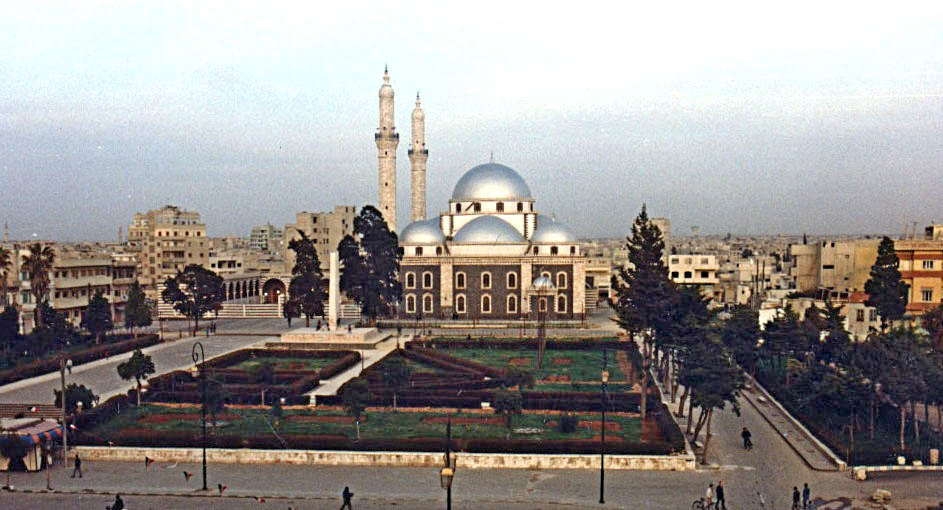
Homs (Moscheea Khaled Ebn El-Walid)
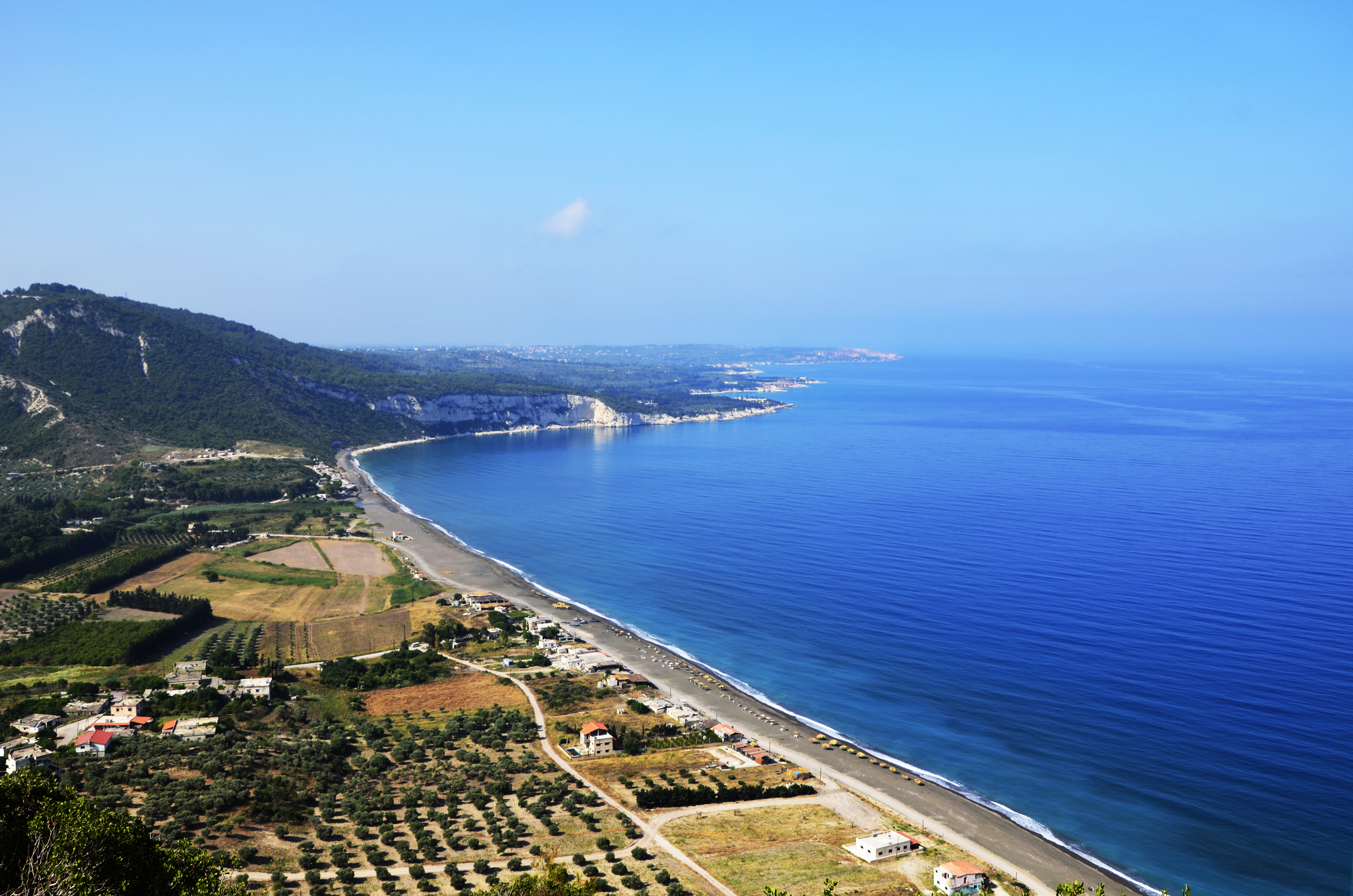
Latakia
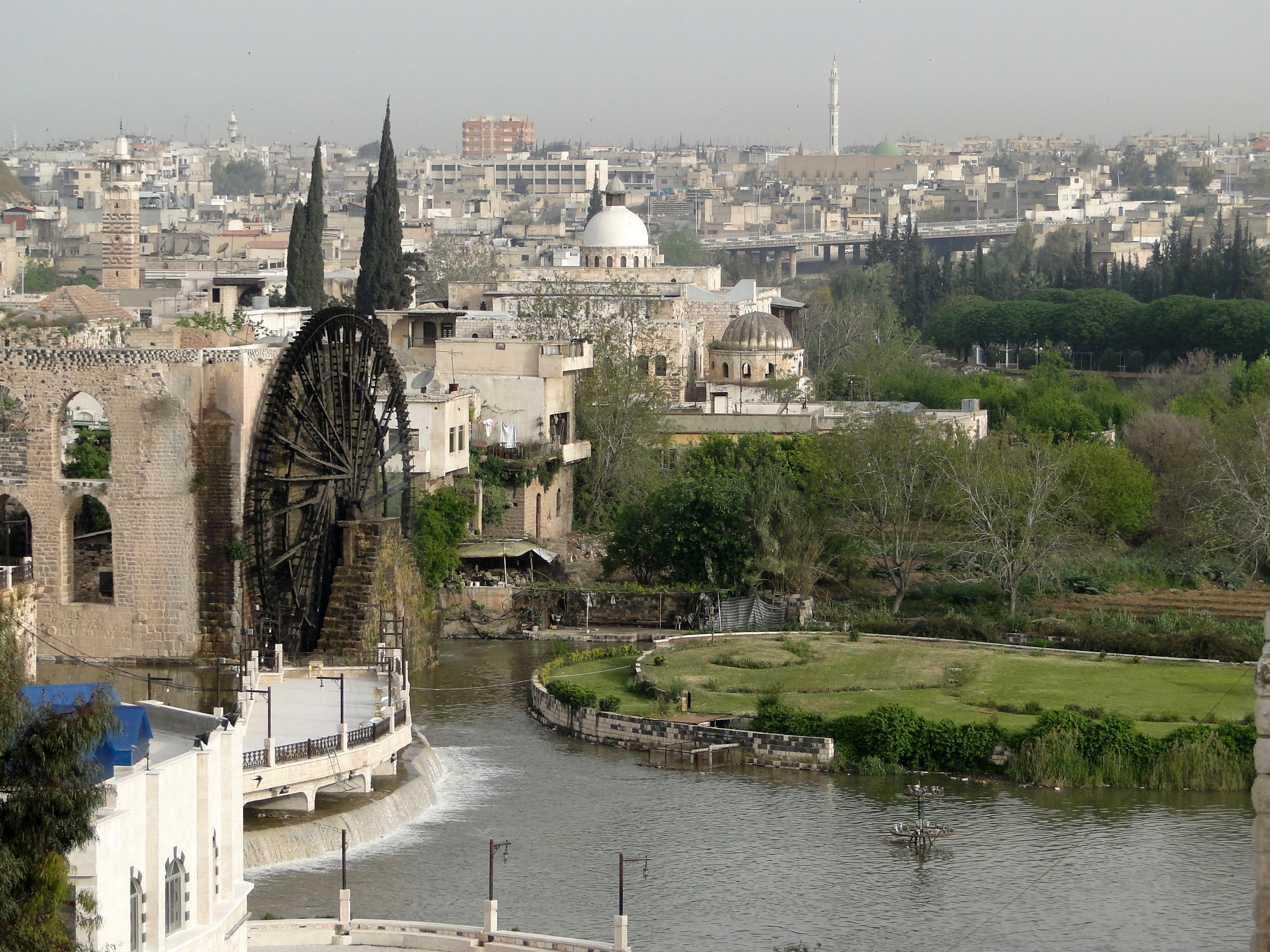
Hama
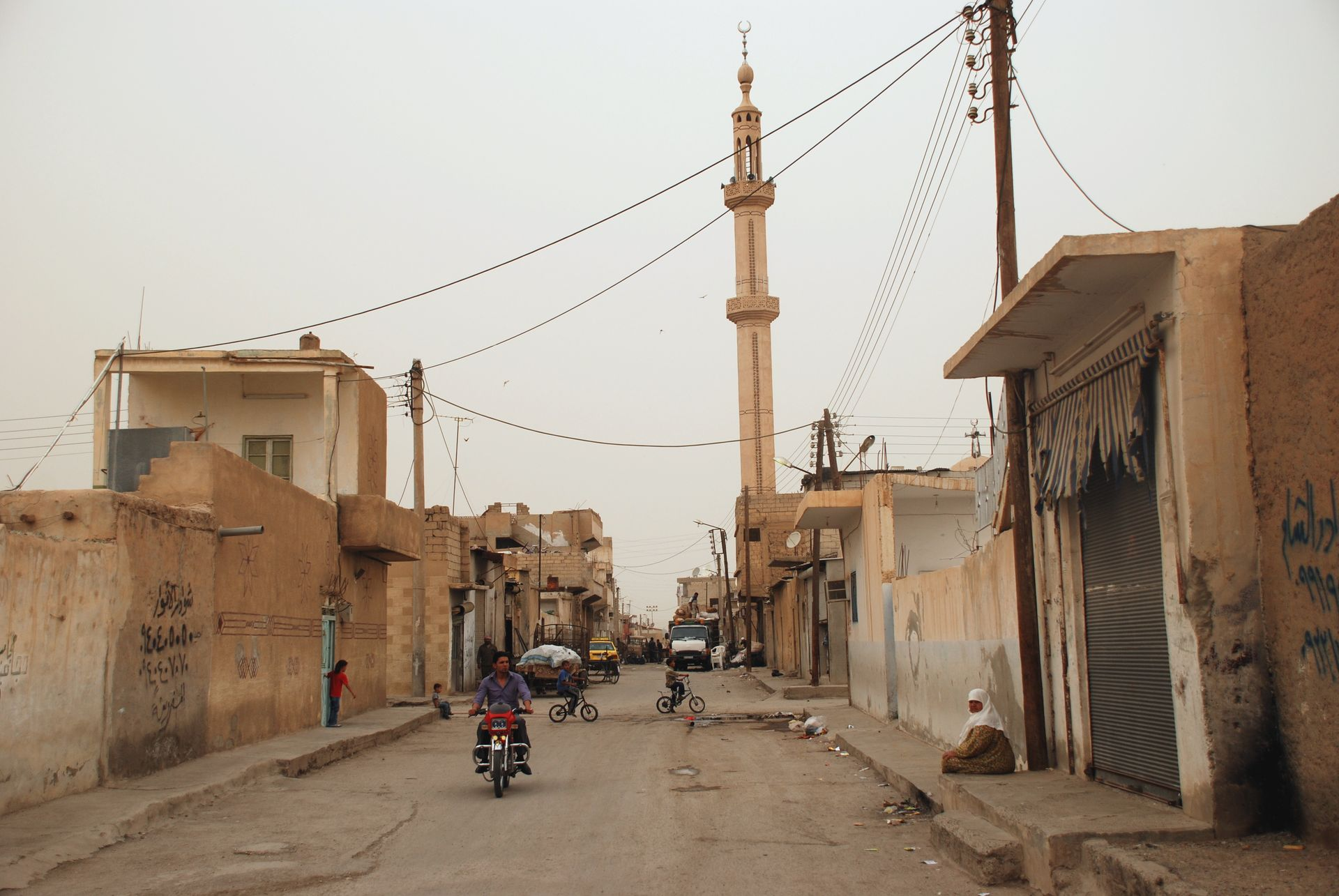
Ar-Raqqah
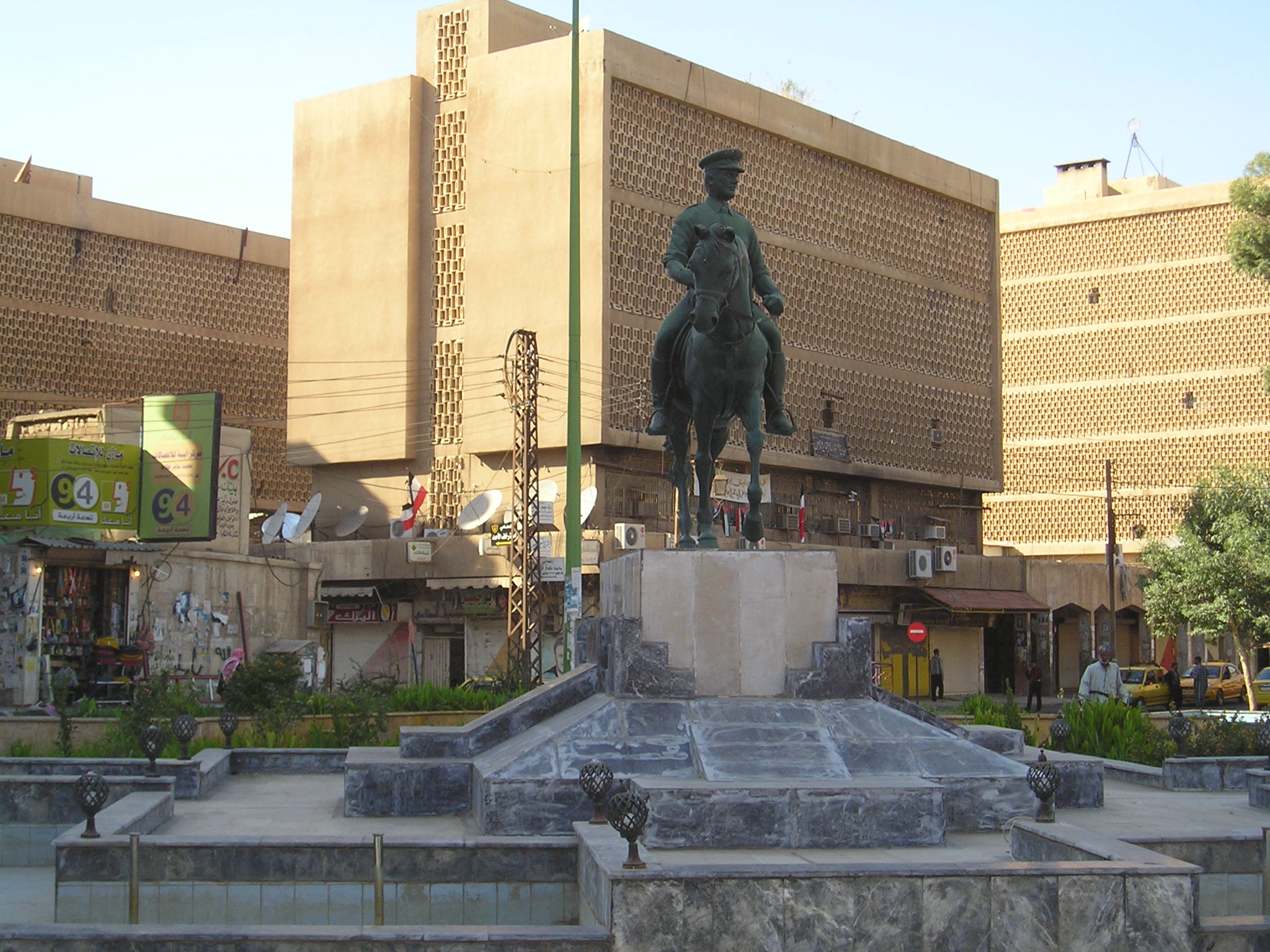
Deir ez-Zor (Piața 8 Martie)
Al-Hasakah (Biserica armeană)

## Politică

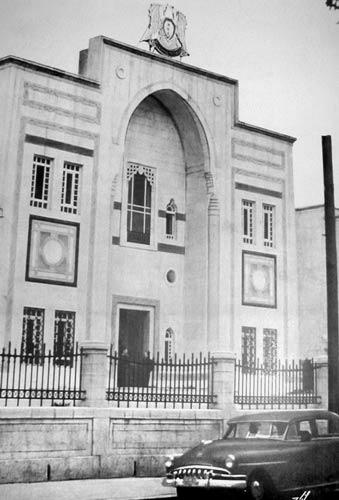
Parlamentul sirian la mijlocul secolului 20

Hafez al-Assad a condus Siria din 1970 până în 2000. Fiul acestuia, Bashar al-Assad, a preluat conducerea țării în 2000. În momentul actual, Bashar al-Assad a fost răsturnat de la putere în urma unui conflict armat între guvernul autoritar de la Damasc, pe de o parte, opoziția democrată pro-occidentală siriană, forțele kurde și gruparea extremistă musulmană sunnită numită SIIL, pe de altă parte. Ca urmare, este în curs tranziția de la dictatura ba'athistă la un nou regim.
Până la căderea lui Assad, Siria era oficial o republică unitară. Constituația adoptată în 2012, a transformat Siria într-o republică semi-prezidențială, datorită dreptului constituționali de a fi aleși indivizi ce nu fac parte din Frontul Național Progresist. Președintele este șeful statului, iar prim-ministrul este șef de guvern. Legislativul este Consiliul Poporului, corp responsabil de emiterea legilor și dezbaterea politicii. În cazul unei moțiuni de cenzură by a simple majority, primului ministru trebuie să propună președintelui demisia guvernului.
Ramura executivă este constituită din președinte, doi vicepreședinți, primul ministru și Consiliul de Miniștri (cabinetul). Constituția cere ca președintele să fie musulman, dar nu face din islam o religie de stat.
Constituția dă președintelului dreptul de a desemna miniștrii, de a declara război și stare de urgență, să emită legi (care, cu excepția cazurilor de urgență, au nevoie de ratificarea Consiliului Poporului), să declare amnistie, să amendeze constituția și să desemneze funcționari civili și personalul militar. Potrivit constituției din 2012, președintele este ales de cetățenii sirieni prin alegeri directe. 
Ramura legislativă a Siriei este Consiliul unicameral al Poporului. Sub constituția precedentă, Siria n-a avut alegeri legislative multipartidiste, două treimi din locuri fiind repartizate automat coaliției conducătoare. Pe 7 mai 2012, Siria a avut primele alegeri la care au putut lua parte partide din afara coaliției de guvernământ. Șapte partide politice noi au participat la alegeri, dintre cere Frontul Popular pentru Schimbare și Eliberare a fost cel mai mare partid de opoziție. În orice caz, rebelii anti-guvernamentali înarmați, au ales să nu aibă candidați și au apelat la susținători să boicoteze alegerile. 
Președintele este actualul Secretar Regional al Partidului Ba'ath din Siria și liderul coaliției de guvernământ Frontul Național Progresist. În afara coaliției sunt 14 partide politice kurde ilegale. 
Ramurile judiciare ale Siriei sunt Curtea Constituțională a Siriei, Consiliul Judiciar Superior, Curtea de Casare și Curțile Securității Statului. Jurisprudența islamică este o sursă principală de legislație, iar sistemul judiciar din Siria are elemente ale drepturilor otoman, francez și islamic. Siria are trei niveluri de curți: curțile de primă instanță, curțile de apelului și curtea constituțională, cel mai mare tribunal. Curțile religioase tratează chestiuni ce țin de dreptul familial și personal. Curtea Supremă de Securitate (SSSC) a fost abolită de președintele Bashar al-Assad prin decretul legislativ nr. 53 din 21 aprilie 2011.
Legea 59 a Statutului Personal din 1953 (amendată de Legea 34 din 1975) este codificată în șaria. Articolul 3(2) al constituției din 1973 declară jurisprudența islamică ca sursă principală a legislației. Codul Statutului Personal este aplicat pentru musulmani de curțile șaria.
Ca rezultat al războiului civil aflat în desfășurare, au fost formate guverne alternative, precum Guvernul Interimar Sirian, Partidul Uniunii Democratice și regiuni guvernate de dreptul șaria. Pe 28 martie 2013, reprezentanții guvernului interimar sirian au fost invitați să ia locul Siriei în Liga Arabă și au fost recunoscuți de mai multe națiuni, inclusive Statele Unite, Regatul Unit și Franța, ca „singurii reprezentanți ai poporului sirian”.

### Drepturile omului

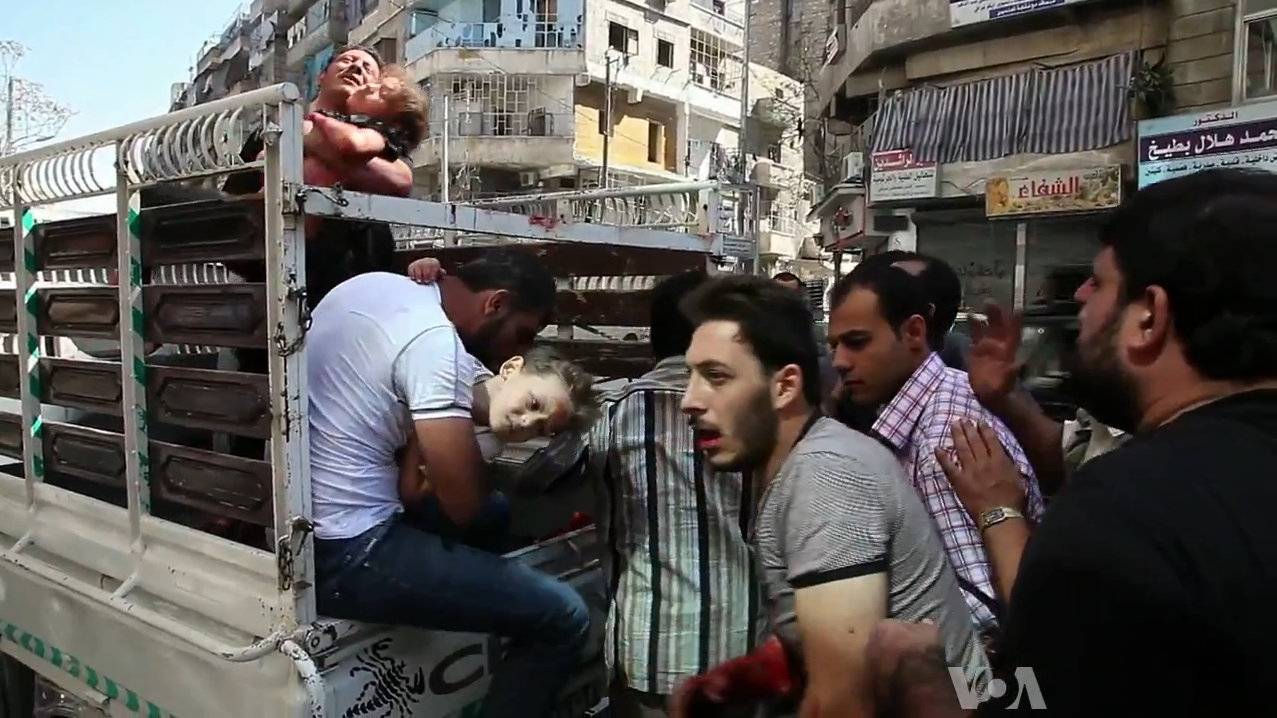
Civili răniți ajungând la spital în Alep, octombrie 2012

Situația drepturilor omului în Siria a fost o preocupare importantă printre organizații independente precum Human Rights Watch, care în 2010 s-a referit la reputația țării ca la „printre cele mai rele din lume”. Freedom House a numit Siria „neliberă” în studiul său anual Freedom in the World (Libertatea în lume).
Autoritățile sunt acuzate de arestarea activiștilor democrației și drepturilor omului, cenzurarea site-urilor web, reținerea bloggerilor și impunerea de interdicții de a călători. Arestările abuzive, tortura și disparițiile sunt răspândite. Deși constituția Siriei garantează egalitatea de gen, criticii spun că legile statutelor personale și codul penal discriminează femeile și fetele. În plus, codul penal garantează o atitudine indulgentă față de așa-numita 'crimă de onoare'. Pe 9 noiembrie 2011, în timpul răzvrătirii împotriva președintelui Bashar al-Assad, Națiunile Unite au raportat că din 3500 de morți, 250 erau copii cu vârsta în jur de 2 ani, iar băieți care aveau în jur de 11 ani, au fost laolaltă violați de ofițerii serviciilor de securitate.
În august 2013, guvernul a fost suspectat că a folosit arme chimice împotriva civililor. Secretarul de Stat al SUA, John Kerry a spus că este de netăgăduit că armele chimice au fost folosite în țară și că forțele președintelui Bashar al-Assad au comis o „obscenitate morală” împotriva propriului popor. „Nu faceți greșeli”, a zis Kerry. „Președintele Obama crede că trebuie să aibă răspundere cei care ar folosi cea mai atroce armă din lume împotriva celor mai vulnerabili oameni din lume. Nimic nu este astăzi mai serios și nimic nu cere o cercetare mai serioasă”.
Dreptul de Urgență, care suspendă în mod efectiv protecțiile constituționale, a fost în vigoare din 1963 până pe 21 aprilie 2011. A fost justificat de guvern în vederea continuării războiului cu Israelul pentru Înălțimile Golan.
În august 2014, șeful Oficiului Drepturilor Omului de la ONU, Navi Pillay a criticat comunitatea internațională pentru „paralizie” în tratarea războiului civil ce durase deja mai mult de trei ani și a cuprins țara, iar până pe 30 aprilie 2014 a dat 191,369 morți în crime de război, care, potrivit lui Pillay, au fost comise cu o totală lipsă de teamă de urmări de toate părțile conflictului. Minoritatea alawiților și creștinii au fost tot mai țintiți de islamiști și alte grupări ce luptă în războiul civil sirian.

### Armata

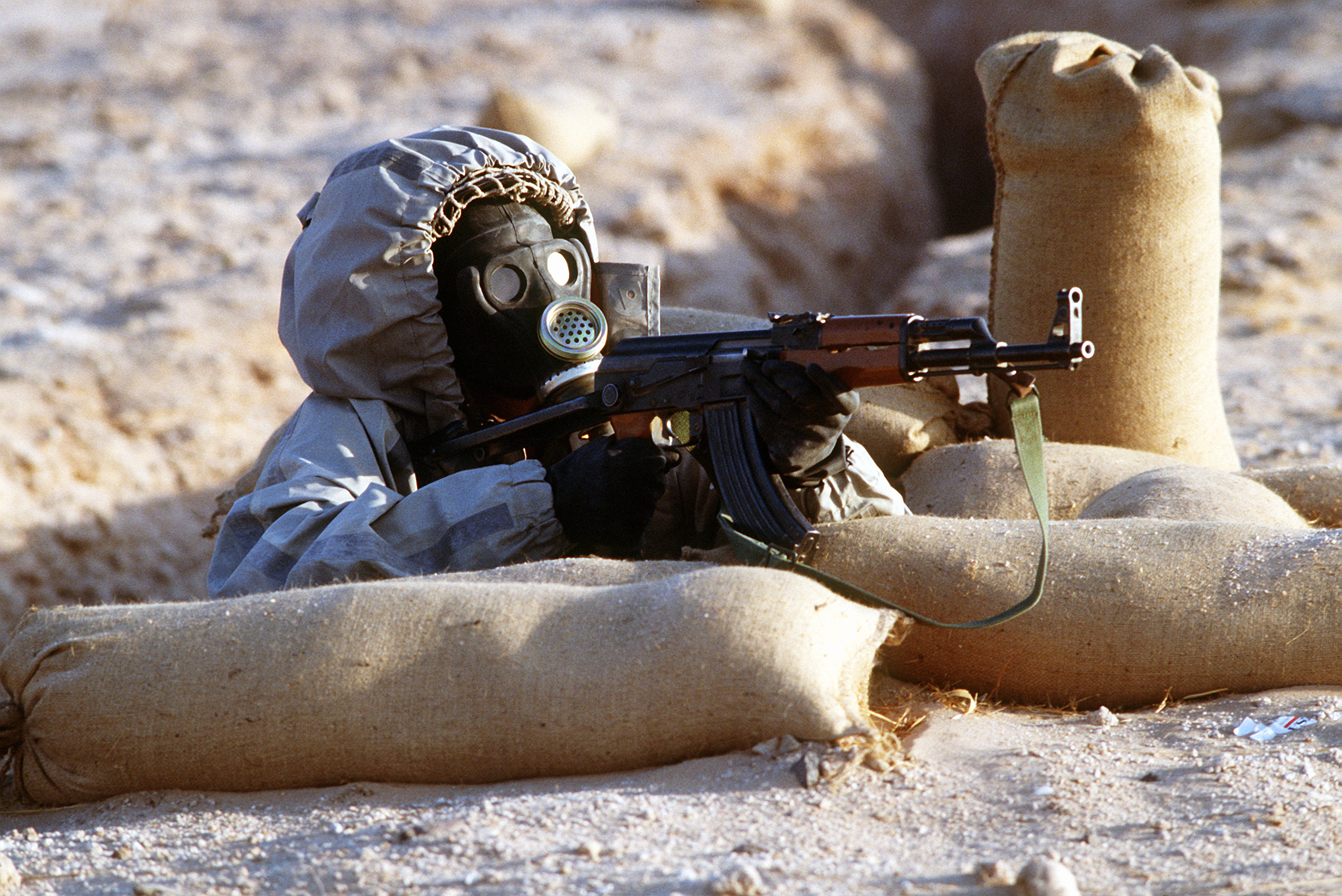
Soldat sirian purtând un model făcut de sovietici ShMS de mască de război nuclearo-biologico-chimică, țintind cu o pușcă de atac automat Type-56

Președintele Siriei este comandantul suprem al forțelor armate, ce cuprind aproximativ 400,000 de soldați sub mobilizare. Armata este o forță de recruți; bărbații slujesc în armată după ce ating vârsta de 18 ani. Perioada serviciului militar obligatoriu a scăzut cu timpul, în 2005 de la doi ani și jumătate la doi ani, în 2008 la 21 de luni, iar în 2011 la un an și jumătate. Circa 20.000 de soldați sirieni au fost instalați în Liban până pe 27 aprilie 2005, când ultimele din trupele siriene au părăsit țara după trei decenii.
Prăbușirea Uniunii Sovietice—mult timp principala sursă de antrenament, material și credit a forțelor siriene—este posibil să fi încetinit abilitatea Siriei de a dobândi echipament militar modern. Ea are un arsenal de rachete sol-sol. La începutul anilor 1990, au fost procurate din Coreea de Nord rachete Scud-C ce pot fi lansate la 500 km distanță. De asemenea, după cum se spune, rachetele Scud-D au fost dezvoltate în Siria cu ajutorul Coreei de Nord și Iranului, potrivit lui Zisser.
Siria a primit ajutor financiar semnificativ de la statele arabe din regiunea Golfului Persan, ca urmare a participării acestora la Războiul din Golf. O porțiune considerabilă din aceste fonduri au fost alocate bugetului militar.

### Relații externe

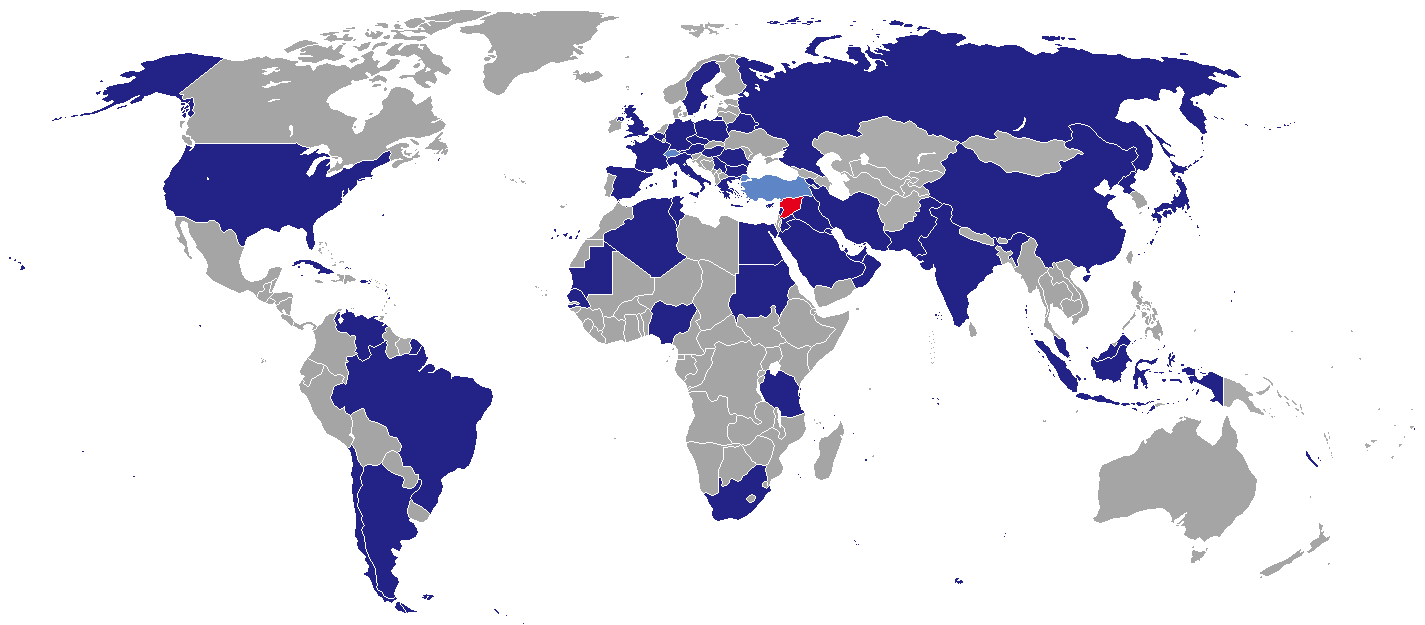
Misiuni diplomatice în Siria

Asigurarea securității naționale, creșterea influenței printre vecinii arabi și asigurarea întoarcerii Înălțimilor Golan, au fost până acum scopurile principale ale politicii externe a Siriei. În multe momente ale istoriei sale, Siria a avut tensiuni virulente cu vecini precum Turcia, Israel, Iraq și Liban. Siria a avut o îmbunătățire a relațiilor cu câteva state din jurul său în secolul 21, înaintea Primăverii Arabe și a Războiului Civil Sirian.
Din 2011, de când are loc războiul civil și ucideri asociate și violări ale drepturilor omului, Siria a fost din ce în ce mai izolată de țările din regiune și de comunitatea internațională. S-au rupt relațiile diplomatice cu mai multe țări precum: Marea Britanie, Canada, Franța, Italia, Germania, Tunisia, Egipt, Libia, Statele Unite, Belgia, Spania și statele Golfului.
Din Liga Arabă, Siria continuă să întrețină relații diplomatice cu Algeria, Egipt, Iraq, Liban, Sudan și Yemen. Violența Siriei împotriva civililor a dus la suspendarea acesteia din Liga Arabă și Organizația Cooperării Islamice în 2012. Siria continuă să întrețină relații bune cu aliații săi tradiționali, Iran și Rusia, care sunt printre puținele țări ce susțin guvernul sirian în conflictul cu opoziția.
Siria consideră provincia Hatay din Turcia este parte a teritoriului său.
Israel a anexat în mod unilateral Înălțimile Golan în 1981, iar guvernul sirian continuă să ceară întoarcerea acestui teritoriu. 
Ocuparea Libanului de către Siria a început în 1976 în urma războiului civil libanez și s-a terminat în aprilie 2006, ca reacție la presiunea internă și internațională de după asasinarea fostului prim-ministru libanez, Rafik Hariri.
Siria este inclusă în Politica Europeană de Vecinătate (ENP) ce urmărește apropierea dintre UE și vecinii săi.

### Diviziuni administrative
Siria este împărțită în 14 guvernorate, care se sub-împart în 61 districte, care sunt la rândul lor sunt împărțite în subdistricte.
|    | Nr.         | Guvernorat  | Capitală |
| -- | ----------- | ----------- | -------- |
|    |             |             |          |
| 1  | Latakia     | Latakia     |          |
| 2  | Idlib       | Idlib       |          |
| 3  | Alep        | Alep        |          |
| 4  | Al-Raqqah   | Al-Raqqah   |          |
| 5  | Al-Hasakah  | Al-Hasakah  |          |
| 6  | Tartus      | Tartus      |          |
| 7  | Hama        | Hama        |          |
| 8  | Deir ez-Zor | Deir ez-Zor |          |
| 9  | Homs        | Homs        |          |
| 10 | Damasc      | –           |          |
| 11 | Rif Dimashq | –           |          |
| 12 | Quneitra    | Quneitra    |          |
| 13 | Daraa       | Daraa       |          |
| 14 | Al-Suwayda  | Al-Suwayda  |          |

### Internetul și telecomunicațiile
Telecomunicațiile din Siria sunt supravegheate de Ministerul Comunicațiilor și Tehnologiei. În plus, Telecomul Sirian joacă un rol integral în distribuirea accesului la internet în cadrul guvernului. Armata Electronică Siriană servește ca un grup militar pro-guvernamental în spațiul cibernetic și a fost considerată mult timp dușmanul grupului de hackeri Anonymous. Din cauza legilor de cenzurare a internetului, 13.000 de activiști ai internetului au fost arestați între martie 2011 și august 2012.

## Economie

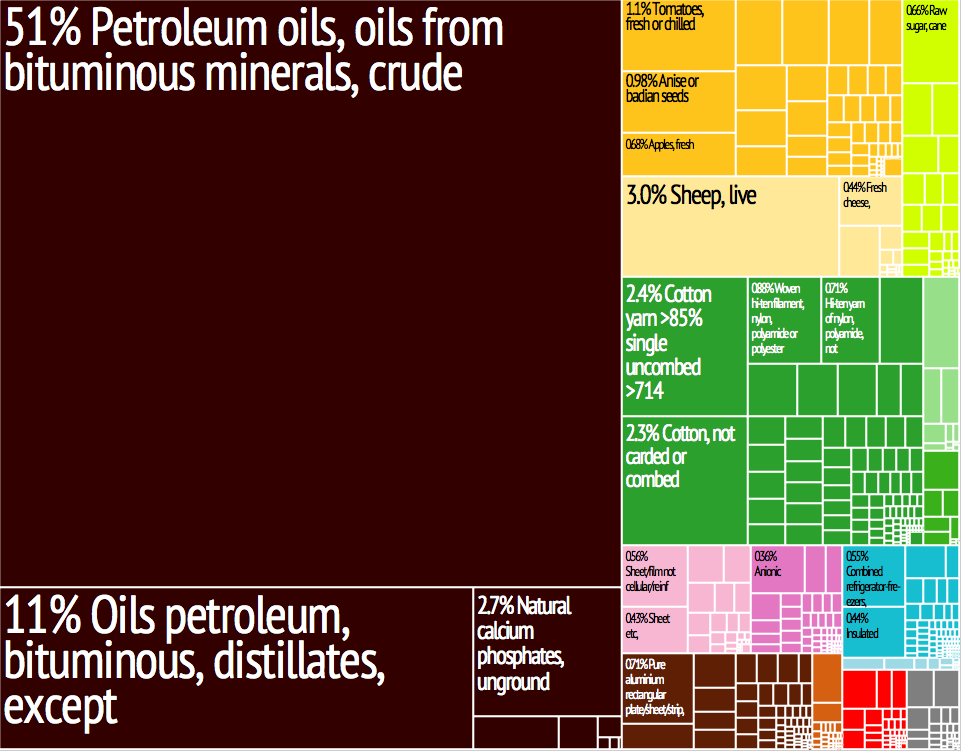
Planul exportului Siriei de dinainte de războiul civil (nu mai reprezintă exporturile actuale ale Siriei)

Asasinarea prim-ministrului libanez Rafiq al-Hariri în 2005 de către agenții guvernamentali ai Siriei, au atras sancțiuni economice pentru Siria, iar producția și exportul de petrol au scăzut în consecință. Industria prelucrătoare este diversificată (produse alimentare și textile, televizoare, frigidere). Mari rafinării de petrol sunt în Baniyas și Homs. Agricultura, datorită condițiilor de mediu, nu are un rol important în economie, cu toate că aici lucrează 30% din populația activă, practicându-se în special pe câmpiile litorale, în depresiunile centrale și în valea fluviului Eufrat, unde există sisteme de irigație. Culturile principale sunt grâul, orzul și bumbacul. Pomicultura se remarcă prin citrice, măsline și mere. Principalii parteneri economici sunt țările arabe, China, Germania și Italia. Siria încă rămâne o țară cu o sărăcie extinsă și o penurie de resurse alimentare și energetice, cauzate în special de corupție, tiranie și războiului civil.
Începând din 2015, economia siriană depinde de surse de venituri nestabile, precum taxe vamale micșorate și impozite pe venit, care sunt puternic susținute de linii de credit din Iran. Se crede că Iranul a trimis între $6 miliarde și $20 miliarde USD pe an în Siria, în timpul Războiului Civil Sirian. Economia siriană s-a contractat cu 60%, iar lira siriană a pierdut 80% din valoare, cu economia devenind parte a întreprinderii de stat și parte a economiei de război. La începutul Războiului Civil Sirian, Siria a fost clasificată de Banca Mondială ca o țară cu venit inferior de mijloc. În 2010, Siria a rămas dependentă de ulei și sectoarele agricole. Sectorul uleiului a furnizat în jur de 40% din câștigurile de export. Expediții offshore demonstrate au arătat că cote largi de ulei există pe fundul Mării Mediteranene, între Siria și Cipru. Sectorul agricol contribuie cu în jur de 20% la PIB și 20% la servicii. Se așteaptă ca rezervele de ulei să scadă în anii următori, Siria devening deja un importator net de ulei. De la începutul războiului civil, economia a scăzut cu 35%, iar lira siriană a scăzut la o șesime din valoarea ei de dinante de război. Guvernul se bazează tot mai mult pe credit din Iran, Rusia și China.
Economia este puternic reglementată de guvern, care a crescut subvențiile și a întins controlul comerțului pentru a domili protestatarilor și a proteja rezervele de schimburi străines. Constrângerile economice pe termen lung includ bariere ale comerțului extern, delinul producției de ulei, mult șomaj, creșterea deficitelor bugetare și creștera presiunii asupra furnizorilor de apă cauzată de folosirea masivă în agricultură, creșterea rapidă a populației, expansiunea industrială și poluarea apei. UNDP a anunțat în 2005 că populația sirană trăiește în sărăcie și 11,4% trăiesc sub nivelul de subzistență.
Cota Siriei în exporturile globale s-a erodat gradual din 2001. Adevăratul PIB pe cap de locuitor a crescut cu doar 2,5% pe an în perioada 2000–2008. Șomajul se menține la un nivel înalt, de în jur de 10%. Rata sărăciei a crescut de la 11% în 2004 la 12,3 în 2007. În 2007, exporturile principale ale Siriei includeau uleiul brut, produse rafinate, bumbac brut, îmbrăcăminte, fructe și cereale. Cea mai mare parte din importurile siriene sunt materiale brute esențiale pentru industrie, vehicule, echipament agricol și utilaj greu. Câștigurile din exporturile de ulei precum și remitererile din partea lucrătorilor sirieni sunt cele mai importante surse ale guvernului pentru schimbul extern.
Instabilitatea politică a adus o amenințare semnificativă la dezvoltarea economică viitoare. Investițiile străine sunt afectate de violență, restricțiile guvernamentale, sancțiunile economice și izolarea internațională. De asemenea, economia Siriei rămâne poticnită de birocrația de stat, căderea producției de ulei, creșterea deficitelor bugetare și inflație.
Înaintea războiului civil din 2011, guvernul spera să atragă noi investiții în turism, gazul natural și sferele serviciilor, pentru a-și diversifica economia și a-și reduce dependența de ulei și agricultură. Guvernul a început să facă reforme economice meinte să liberalizeze cel mai multe piețe, dar aceste reforme au fost și au fost complet anulate de la izbucnirea conflictului în 2011.
Din 2012, datorită războiului civil sirian aflat în desfășurare, valoarea exporturilor globale ale Siriei au scăzut cu două treime, de la cifra de US$12 miliarde în 2010 la doar US$4 miliarde în 2012. PIB-ul Siriei a scăzut cu peste 3% în 2011. 
În 2012, mai ales industriile uleiului și turismului Siriei au fost devastate, cu US$5 milarde pierduți în conflictul în desfășurare în timpul războiului civil. Reconstrucția necesară cauzată de războiul civil în desfășurare va costa nu mai puțin de US$10 miliarde. Sancțiunile au vlăguit finanțele guvernului. Interdicțiille SUA și Uniunii Europene asupra importurilor de ulei, ce au intrat în vigoare în 2012, se estimează că costă Siria în jur de $400 milioane pe lună.
Veniturile din turism au scăzut în mod dramatic, cu rata ocupării hotelelor căzând de la procentul de 90% de dinante de război la mai puțin de 15% în mai 2012. În jur de 40% din angajații în sectorul turismului și-au pierdut locurile de muncă de la începutul războiului.
În mai 2015, ISIS a capturat minele de fosfat din Siria, unele dintre ultimele resurse principale de venituri a regimului Assad. În luna următoare, ISIS a dinamitat o conductă de gaz ce a fost folosită pentru a genera încălzirea și electricitatea în Damasc și Homs; potrivit unui analist, numele acest joc are scopul distrugerii resurselor cheie ale regimului. În plus, ISIS închide gazul Shaer și alte trei facilități de pe teritoriu — Hayan, Jihar și Ebla — cu pierderea acestor domenii de gaze vestice ce au potențialul de face Iranul să subvenționeze mai târziu regimul Assad.

### Industria petrolului

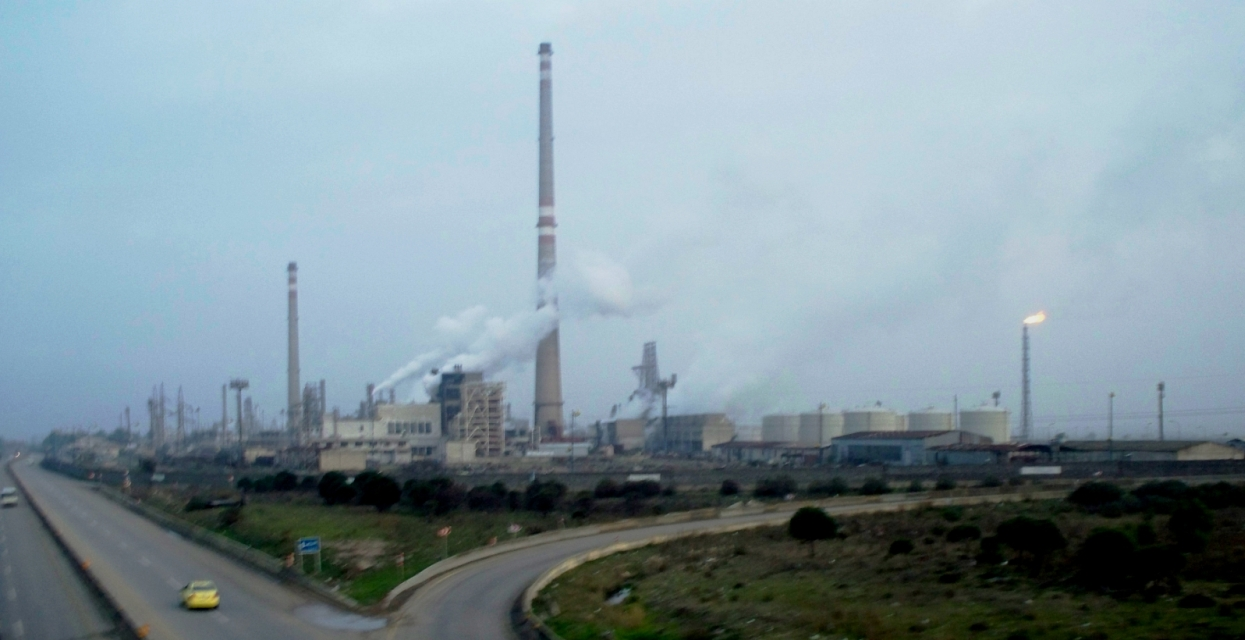
Rafinărie de petrol în Homs

Industria petrolului din Siria a scăzut semnificativ. În septembrie 2014, ISIS producea mai mult petrol decât regimul, cu 80,000 bbl/d (13,000 m3/d), în comparație cu 17,000 bbl/d (2,700 m3/d) al regimului, Ministerul Sirian al Petrolului susținând că la sfârșitul lui 2014, producția de petrol a plonjat la 6,829 bbl/d (1,085.7 m3/d); de atunci, ISIS a capturat un domeniu petrolier, determinând apariția unei producții proiectate de petrol de 6.829 bbl/d (1.085,7 m3/d). În al trelea a al Războiului Civil Sirian, ministrul adjunct al economiei, Salman Hayan, a declarat că două rafinării petroliere principale ale Siriei au operat la mai puțin de 10% din capacitate.
Istoric, țara a produs petrol de calitate înaltă la domeniile petroliere localizate în nord-est de la sfârșitul anilor 1960. La începutul anilor 1980, petrolul de calitate înaltă cu coninut scăzut de sulf, a fost descoperit lângă Deir ez-Zor, în Siria de est. Rata Siriei de producție a petrolului a scăzut dramatic de la 600.000 de barili pe zi (95,000 m3/d) (bpd) din 1995 la mai puțin de 140.000 bbl/d (22,000 m3/d) în 2012. Înaintea răzvrătirii, mai mult de 90% din exporturile siriene de petrol se ducerea în țările UE, iar restul în Turcia. Veniturile aduse de petrol și gaz au constituit în jur de 20% din PIB-ul total și 25% din veniturile totale ale guvernului.

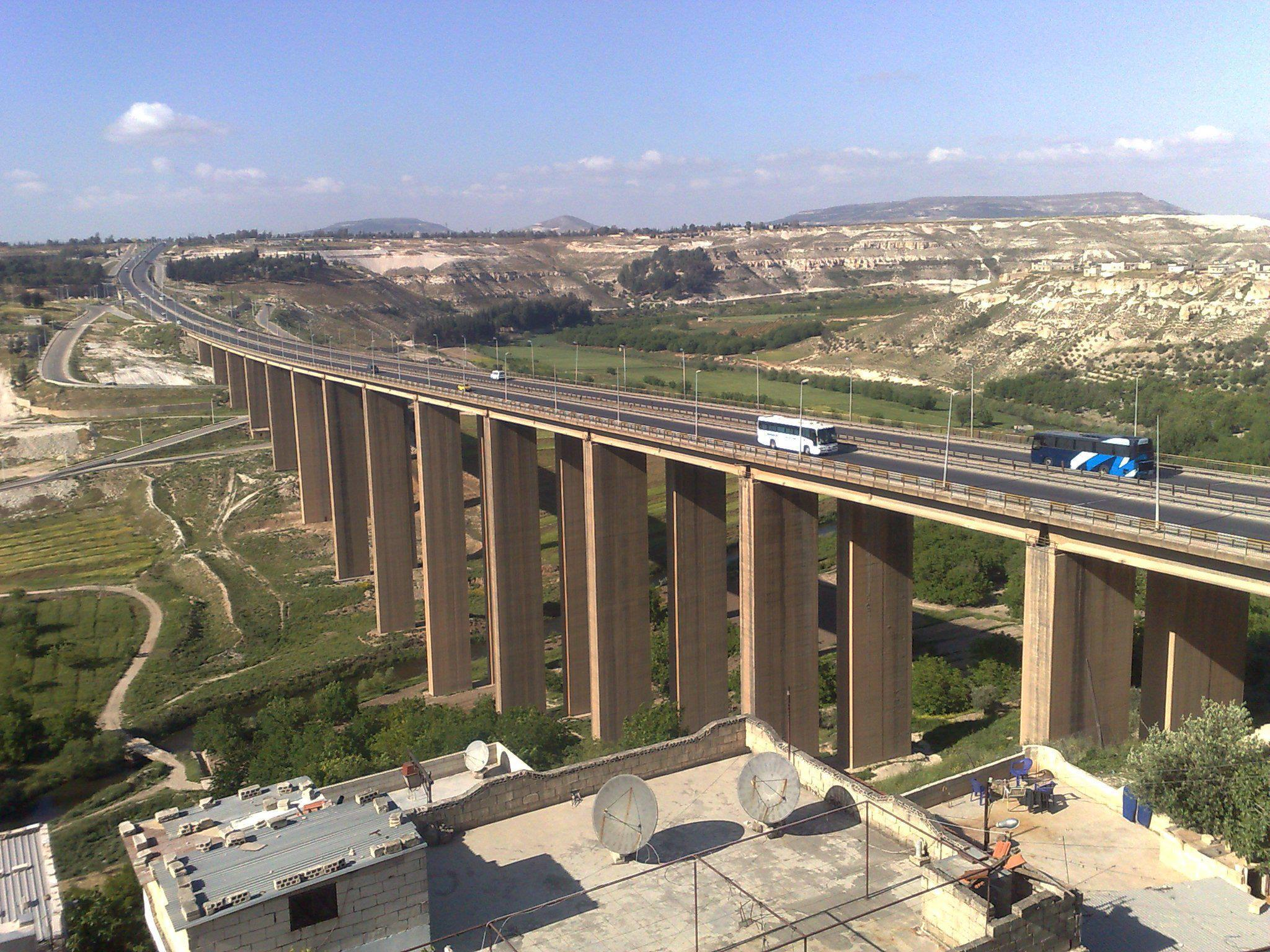
Autostrada M5 de lângă Al-Rastan

### Transportul
Siria are patru aeroporturi internaționale (Damasc, Alep, Lattakia și Kamishly), ce servesc ca centre ale liniilor aviatice siriene.
Majoritatea încărcăturilor siriene sunt transportate de Chemins de Fer Syriens (compania feroviară siriană), care are legătură cu Căile Ferate Turcești de Stat (echvalentul turc). Pentru o țară relativ subdezvoltată, infrastructura feroviară a Siriei este bine menținută cu multe servicii expres și trenuri moderne.
Rețeaua de drumuri din Siria este de 69.873 km lungime, inclusiv 1.103 km de autostrăzi. Țara are de asemenea 900 km navigabili, dar n-are căi navigabile semnificative economic.

### Aprovizionarea cu apă și salubritatea
Siria este o țară semiaridă cu resurse de apă limitate. Sectorul ce consumă cea mai multă apă este agricultura. Utilizarea casnică a apei constituie doar în jur de 9% din utilizarea totală a apei. O mare provocare pentru Siria este creșterea rapidă a populației împreună cu o nevoie în creștere de apă urbană și industrială. În 2006, populația Siriei era de 19,4 milioane cu o rată a creșterii de 2,7%.

## Demografie
Cei mai mulți oameni locuiesc în valea râului Eufrat și de-a lungul câmpiei de coastă, o fâșie fertilă între munții de coastă și deșert. Densitatea totală a populației din Siria este de în jur de 99 de locuitori pe kilometri pătrați. Potrivit World Refugee Survey 2008, publicat de Comitetul pentru Refugiați și Imigranți din Statele Unite, Siria a găzbuit o populație de refugiați și căutători de azi de aproximativ 1.852.300 oameni. Majoritatea vastă a acestei populații era din Iraq (1.300.000), dar populații considerabile din fosta Palestină (543.400) și Somalia (5.200) au locuit de asemenea în țară.
În ce privește ceea ce ONU a descris ca cel mai mare caz umanitar neprevăzut din era noastră,, în jur de 9.5 milioane de sirieni, adică jumătate din populație, s-au mutat de când izbucnit Războiul Civil Sirian în martie 2011; 4 milioane sunt în afara țării ca refugiați.
Populația Siriei este de cca 20 de milioane de locuitori. Sporul natural este ridicat (22,5‰), datorită natalității mari (27,2‰) și a mortalității mici (4,7‰). În ultima vreme, rata mortalității a crescut puternic datorită războiului civil. Speranța de viață este ridicată pentru un stat din Orientul Apropiat (69 de ani pentru bărbați și 72 de ani pentru femei), dar și acest indice demografic a scăzut din cauza războiului civil. Populația urbană este de 50,6%. Principalul grup etnic o reprezintă arabii (sirieni 74,9%, beduini 7,4%, palestinieni 3,9%), cu 86,2%, urmați de kurzi (7,3%), armeni (2,7%), turci.
Principalele culte sunt Islamul (dintre care 74% sunniți), cu 90%, Creștinism, Mozaism.
În urma războiului civil, cca 1 milion de refugiați (în special creștini) au părăsit Siria.

### Grupuri etnice

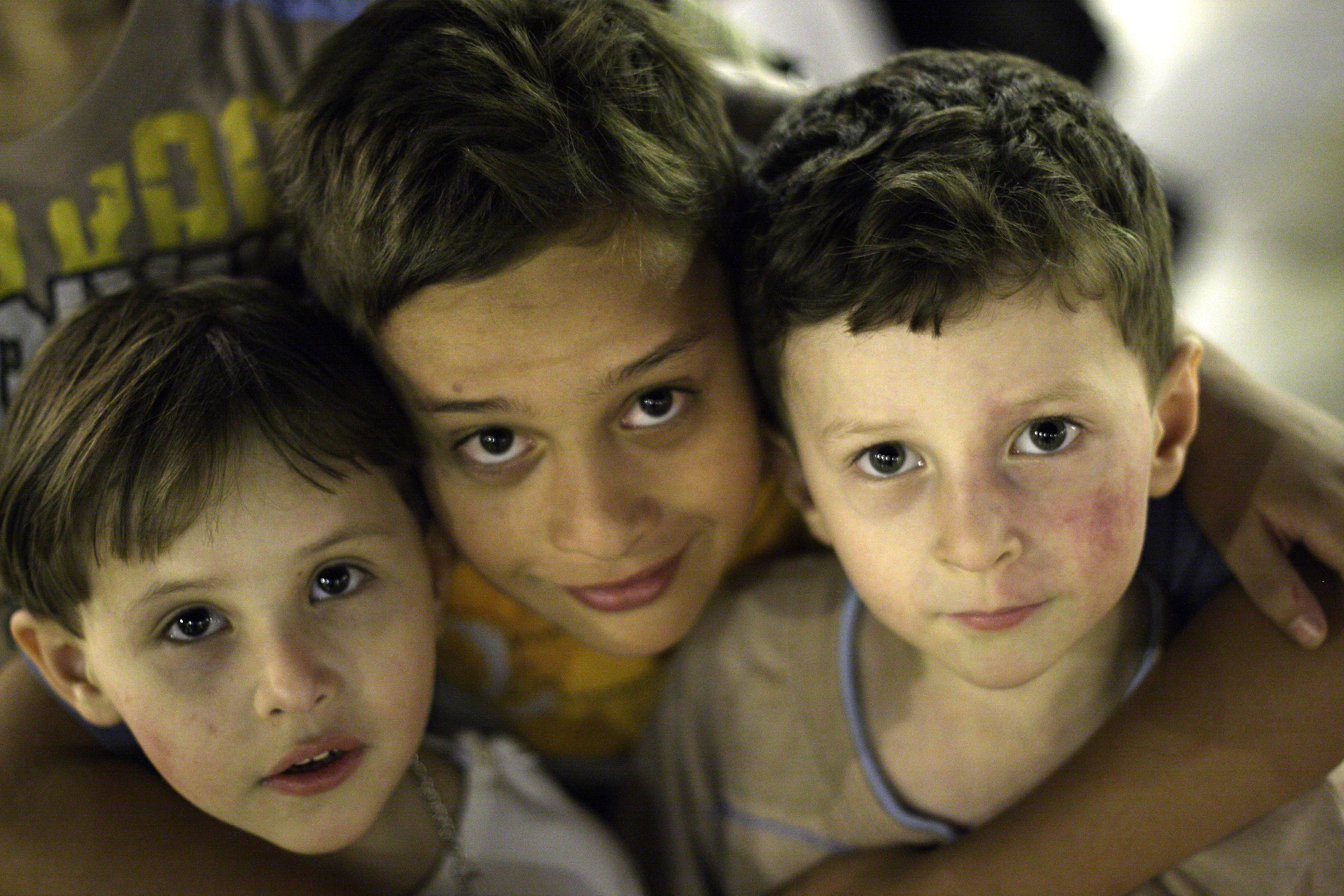
Copii din Alep

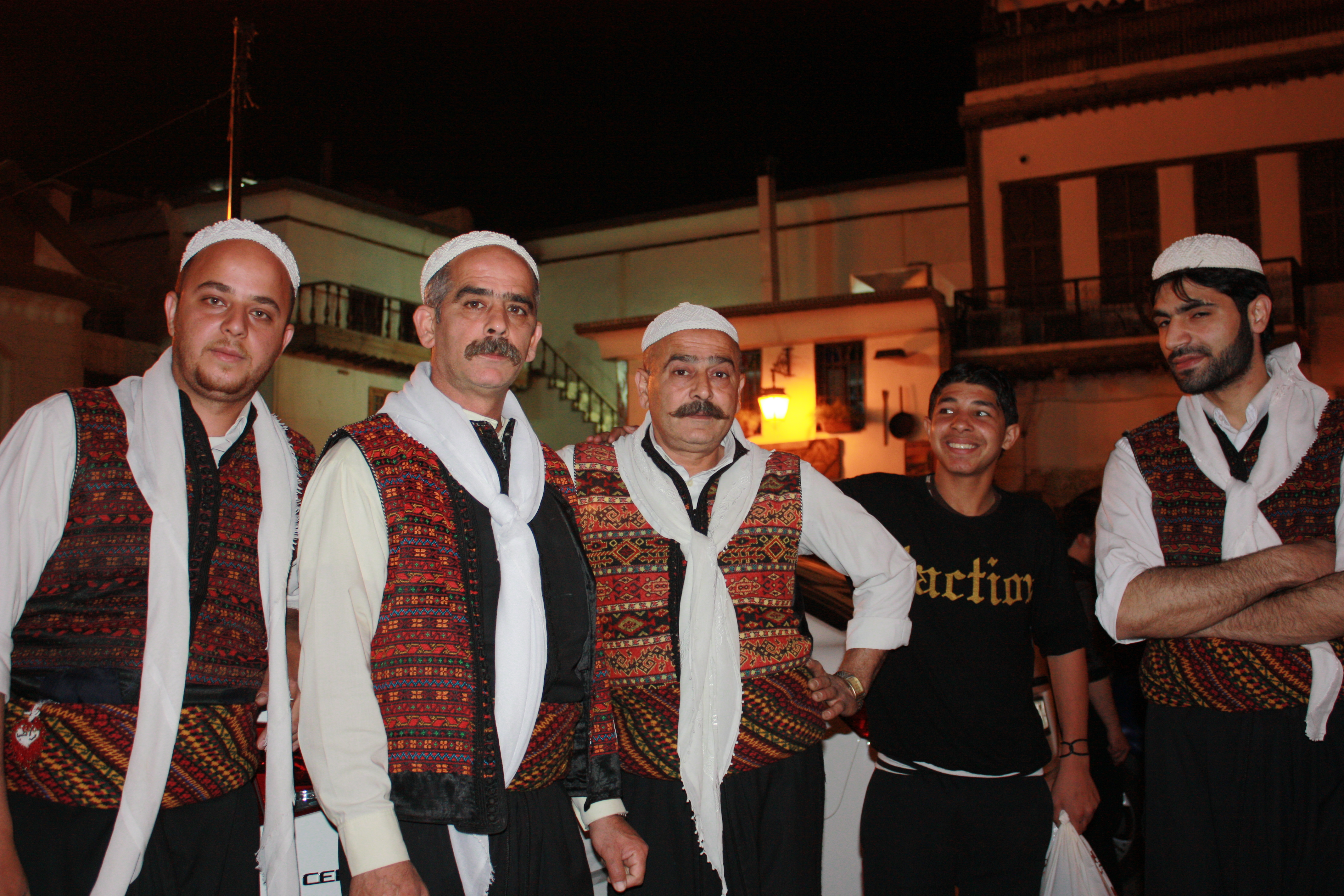
Damasc, îmbrăcăminte tradițional

Sirienii sunt în general levantini băștinași, înrudiți cu vecinii lor direcți, precum libanezii, palestinienii, irakienii, maltezii și iordanienii. Siria are o populație de aproximativ 17.951.639 (2014 est.) arabi sirieni, alături de vreo 600.000 de arabi palestinieni, constituind împreună aproximativ 74% din populație (dacă sunt excluși creștinii sirieni).
Creștinii băștinași vorbitori de aramaică vestică și asirienii sunt socotiți a fi în jur de 400.000 de oameni,. Vorbitorii de aramaică vestică locuiesc în toată țara, în special în marile centre urbane, pe când asirienii locuiesc în special în nord și nord-est (Homs, Alep, Qamishli, Hasakah). Mulți (în special grupul asirian) încă păstrează dialecte neo-aramaice ca limbi scrise și vorbite, pe când sătenii din Ma'loula, Jubb'adin și Bakh'a încă păstrează aramaica vestică.
Al doilea cel mai mare grup etnic din Siria sunt kurzii. Ei constituie în jur de 9% din populație, sau aproximativ 1.6 milioane de oameni. Cei mai mulți kurzi locuiesc în partea nord-estică a Siriei și cei mai mulți vorbesc varianta Kurmanji a limbii kurde.

Compoziția etno-religioasă a Siriei.

Siria este, de asemenea, casă a altor grupuri etnice diferite, în special turkmenii (în jur de 500,000–1,000,000), cerchezii (vreo 100.000), grecii și armenii (aproximativ 100,000), cei mai mulți dintre aceștia din urmă fiind veniți în timpul Genocidului Armean. Siria are a șaptea cea mai mare populație armeană din lume. Ei sunt adunați în special în Alep, Qamishli, Damasc și Kesab.
Siria a fost odată casa unei populații importante de evrei, cu mari comunități în Damasc, Alep și Qamishii. Din cauza perscecuțiilor din Siria și oportunităților din alte părți, evreii au început să emigreze în cea de-a doua jumătate a secolului 19 în Marea Britanie, Statele Unite și Israel. Procesul s-a terminat cu înființarea statului Israel în 1948. Astăzi, doar puțini evrei rămân în Siria. 
Cea mai mare concentrație a diasporei siriene din afara lumii arabe este în Brazilia, care are milioane de oameni cu origini arabe sau din Orientul Apropiat. Brazilia este prima țară de pe continentele americane ce oferă vize umanitare refugiaților sirieni. Majoritatea arabilor argentinieni sunt de origine libaneză sau siriană.

### Religia
Religia în Siria (est. 2006)
     Musulmani (87%)
     Creștini (10%)
     Druzi (3%)

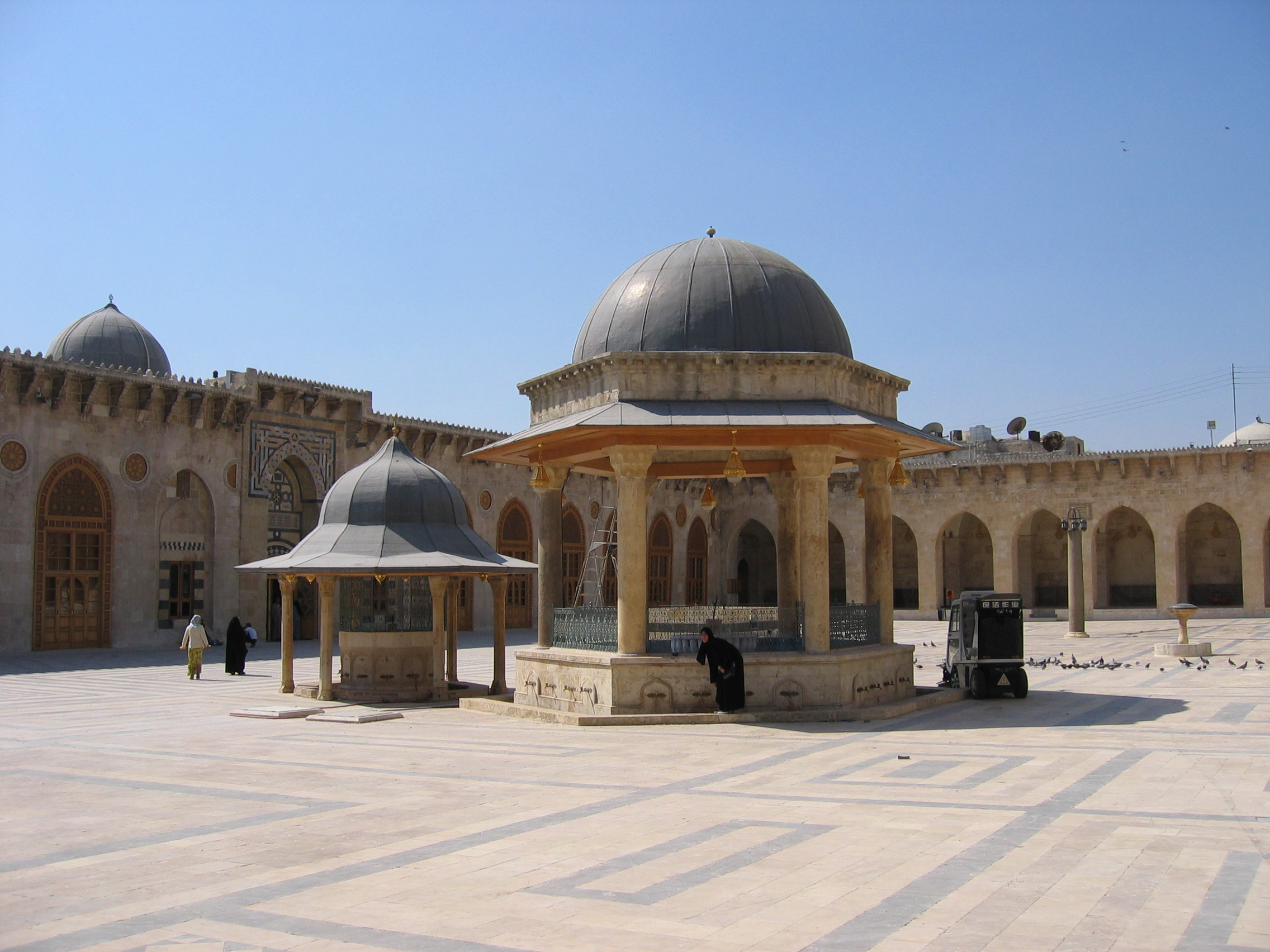
Marea Moschee din Alep

Musulmanii sunniți constituie în jur de 74% din populația Siriei, iar arabii sunniți constituie 59–60% din populație, iar cei mai mulți kurzi (9%) și turkmeni (3%) sunt sunniți, pe când 13% sunt șiiți (alaviți, isnașariți și ismailiți). 10% din populație sunt creștini (majoritatea ortodocși antiohieni, restul fiind greco-catolici, membri ai Bisericii Asiriene a Estului, ortodocși armeni, protestanți și ale denominațiuni), iar 3% sunt druzi. Druzii numără în jur de 500.000 de persoane și sunt concentrați în special în partea de sud a regiunii Jabal al-Druze.
Familia președintelui Bashar al-Assad este alavită și alaviții domină guvernul Siriei și dețin poziții militare cheie. În mai 2013, Observatorul Sirian pentru Drepturile Omului (SOHR) a afirmat că din 94.000 de morți în timpul Războiului Civil Sirian, cel puțin 41.000 erau alaviți.
Creștinii (2.5 milioane) – un număr considerabil dintre ei se află printre refugiații palestinieni –, sunt împărțiți în mai multe grupuri. Ortodocșii antiohieni calcedonieni constituie 35,7% din populația creștină; catolicii (melkiții, catolicii armeni, catolicii siriaci, maroniții, catolicii caldeeni și cei de rit latin) constituie 26,2%, Biserica Apostolică Armeană 10,9%, ortodocșii siriaci 22,4%; mai este Biserica Asiriană a Estului și alte denominațiuni creștine mai mici. De asemenea, există multe mănăstiri creștine. Mulți creștini sirieni aparțin clasei socio-economice înalte.

### Limbi
Araba modernă standard este limba oficială. Anumite dialecte arabe sunt folosite în viața de zi cu zi, în special levantina în vest și mesopotamiana în nord-est. Kurda (în forma sa kurmanji) este vorbită în mare măsură în regiunile kurde din Siria. Limbile armeană și turcă (dialectul sud-azerian) sunt vorbite de minoritățile armeană și respectiv, turcmenă.
Aramaica a fost lingua franca a regiunii înainte de apariția arabei și este încă vorbită printre asirieni, iar siriaca clasică este încă folosită ca limbă liturgică de variate denominațiuni creștine. Este remarcabil că neo-aramaica vestică este încă vorbită în satul Ma'loula, precum și în două sate învecinate, aflate la 56 km (35 mi) nord-est de Damasc.
Mulți sirieni educați vorbesc de asemenea engleza și franceza.

## Cultură
Siria este o societate tradițională cu o lungă istorie culturală. Se acordă importanță familiei, religiei, educației, autodisciplinei și respectului. Gustul sirienilor pentru artele tradiționale este exprimat în dansuri precum al-Samah, Dabkeh și variantele acestora, precum și dansul sabie. Ceremoniile de căsătorie și naștere a copiilor sunt ocazii pentru demonstrații energice ale obiceiurilor populare.

### Artele

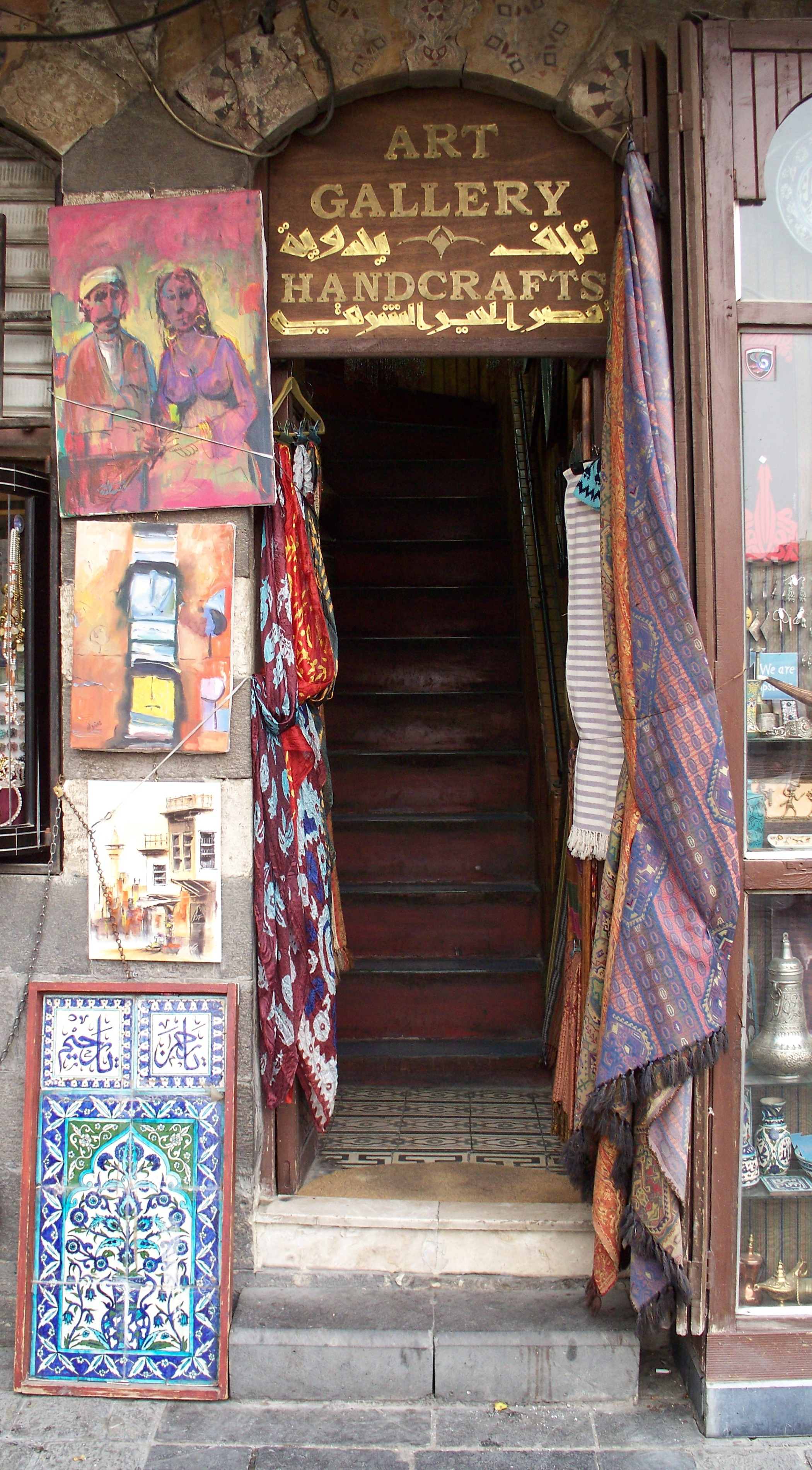
Galerie de artă din Damasc

Literatura Siriei a contribuit la literatura arabă și are o tradiție mândră de poezie orală și scrisă. Scriitorii sirieni, dintre care mulți au migrat în Egipt, au jucat un rol crucial în nahda sau renașterea literară și culturală arabă din secolului 19. Printre scriitorii sirieni contemporani remarcabili se numără, printre alții, Adunis, Muhammad Maghout, Haidar Haidar, Ghada al-Samman, Nizar Qabbani și Zakaria Tamer.
După lovitura de stat din 1996, Partidul Ba'ath a adus o cenzură intensă. În acest context, genul romanului istoric, dirijat de Nabil Sulayman, Fawwaz Haddad, Khyri al-Dhahabi și Nihad Siris, este uneori folosit ca mijloc de exprimare a unei păreri diferite, ce critică prezentul prin descrierea trecutului. Folclorul narativ sirian, ca subgen al ficțiunii istorice, este îmbibat cu realism magic, și este de asemenea folosit ca un mijloc de critică mascată a prezentului. Salim Barakat, emigrant sirian ce locuiește în Suedia, este una dintre figurile principale ale genului. De asemenea, literatura siriană contemporană conține științifico-fantastic și utopii futuristice (Nuhad Sharif, Talib Umran), care de asemenea pot juca rol de media de opoziție.

### Cultura populară
Muzica scenică siriană, în special cea a Damascului, a fost mult timp cea mai importantă în lumea arabă, mai ales în domeniul muzicii arabe clasice. Siria a dat câteva celebrități pan-arabe, printre care Asmahan, Farid al-Atrash și Lena Chamamyan. Orașul Alep este cunoscut pentru muwashshahul său, o formă de poezie cântată andaluziană popularizată de Sabri Moudallal, precum și de celebrități populare ca Sabah Fakhri.
Televiziunea a fost introdusă în Siria în 1960, când Siria și Egiptul (care a introdus televiziunea în același an) erau părți ale Republicii Arabe Unite. A emis în alb și negru până în 1976. Telenovelele siriene au o pătrundere considerabilă pe piață peste tot în lumea arabă.
Aproape toate debușeele media din Siria sunt deținute de stat, iar Partidul Ba'ath controlează aproape toate ziarele. Autoritățile operează agenții de informații, printre care Shu'bat al-Mukhabarat al-'Askariyya. De la începutul Războiului Civil Sirian, mulți dintre artiștii, poeții, scriitorii și activiștii Siriei au rămas întemnițați, inclusiv renumitul caricaturist Akram Raslam.

### Sporturi
Cele mai populare sporturi din Siria sunt fotbalul, baschetul, înotul și tenisul. Damascul a fost locul de desfășurare a celei de-a cincea și a șaptea ediții a Jocurilor Pan-Arabe. Multe echipe populare de fotbal își au sediul în Damasc, Alep, Homs, Latakia, etc.
Stadionul Abbasiyyin din Damasc este casa echipei naționale siriene de fotbal. Echipa a obținut anumite succese, calificându-se în patru competiții din Cupa Asiei. Echipa a jucat primul meci internațional pe 20 noiembrie 1949, pierzând în fața Turciei cu 7–0. În mai 2013, echipa a fost așezată pe locul 138 în clasamentul FIFA.

### Bucătăria

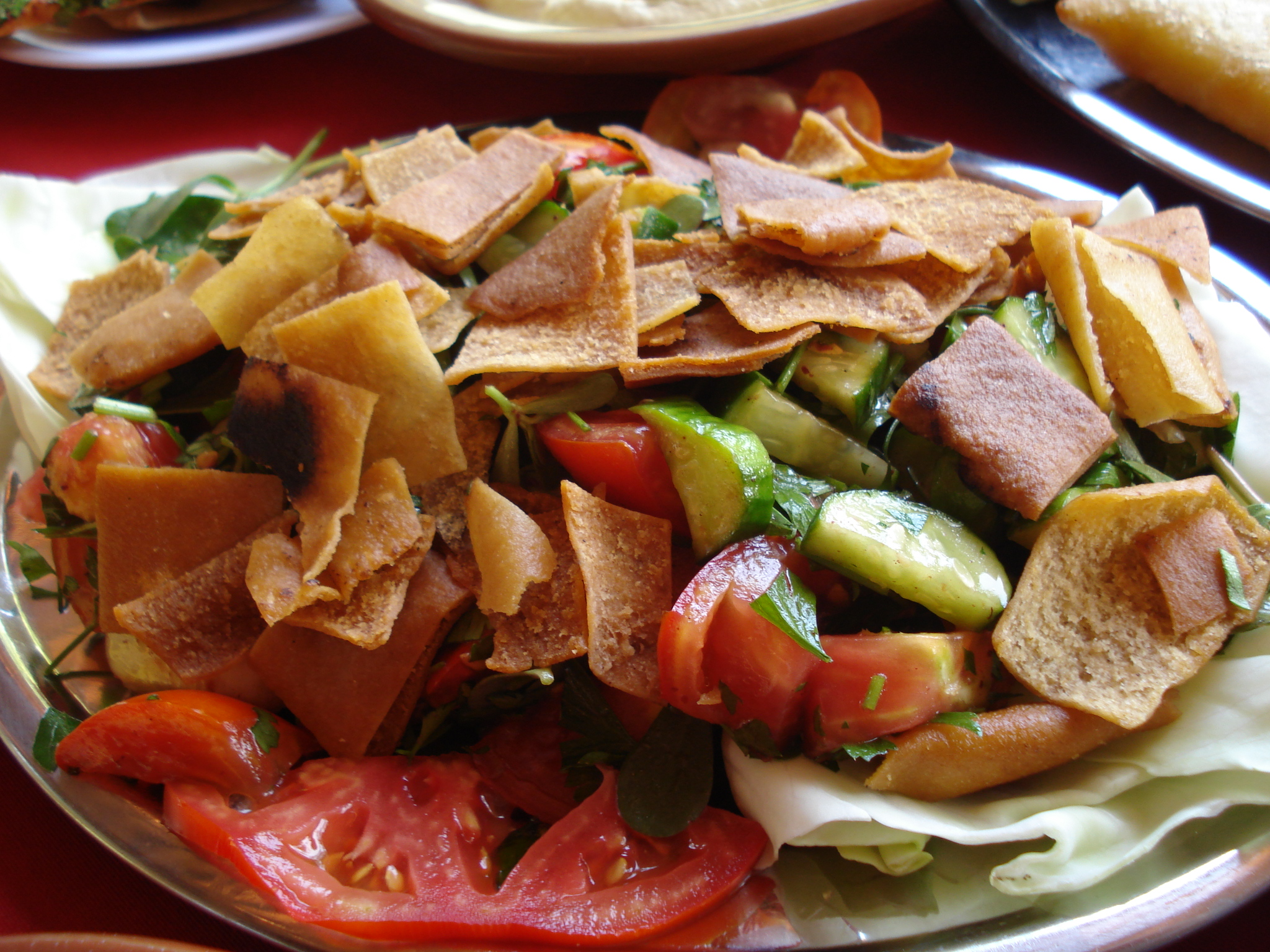
Fatuș, mâncare din bucătăria siriană

Bucătăria siriană este bogată și variată în ingrediente. Mâncarea siriană constă mai mult din feluri de mâncare sud-mediteranene, grecești și sud-asiatice. Unele mâncăruri siriene au evoluat din mesele tucești și franceze: mâncăruri precum kebabul shish, dovlecelul umplut, „yabra'” (frunze umplute cu struguri, cuvântul yapra' derivă din cuvântul turc 'yaprak' care înseamnă „frunză”).
Principalele feluri de mâncare ce formează bucătăria siriană sunt kibbeh, humusul, tabuleul, fatușul, labnehul, șaorma, mujaddara, shanklish, pastırma, sujuk și baclavaua. Baclavaua este preparată din patiserie filo umplută cu nuci tocate și amestecată cu miere. Adesea, sirienii servesc selecții de aperitive, cunoscute ca meze, înaintea felului principal de mâncare. Za'atar, vita tocată și manakishul de brânză sunt aperitive populare. Pâinea netedă arabă khubz este întotdeauna mâncată împreună cu meze.
Băuturile variază în Siria, în dependență de perioada din zi și de ocazie. Cafeaua arabă, cunoscută și ca cafea turcească, este cea mai cunoscută băutură fierbinte. De obicei, este preparată dimineața la micul dejun sau seara. De obicei, este servită pentru oaspeți sau după masă. Arakul, o băutură alcoolică, este o băutură cunoscută servită mai mult la ocazii speciale. Alte exemple de băuturi siriene sunt Ayran, Jallab, cafeaua albă și o bere de producție locală numită Al Shark.

### Patrimoniu mondial UNESCO
Între 1979-2011 pe lista patrimoniului mondial UNESCO au fost incluse 6 obiective culturale sau naturale din Siria.

## Educație

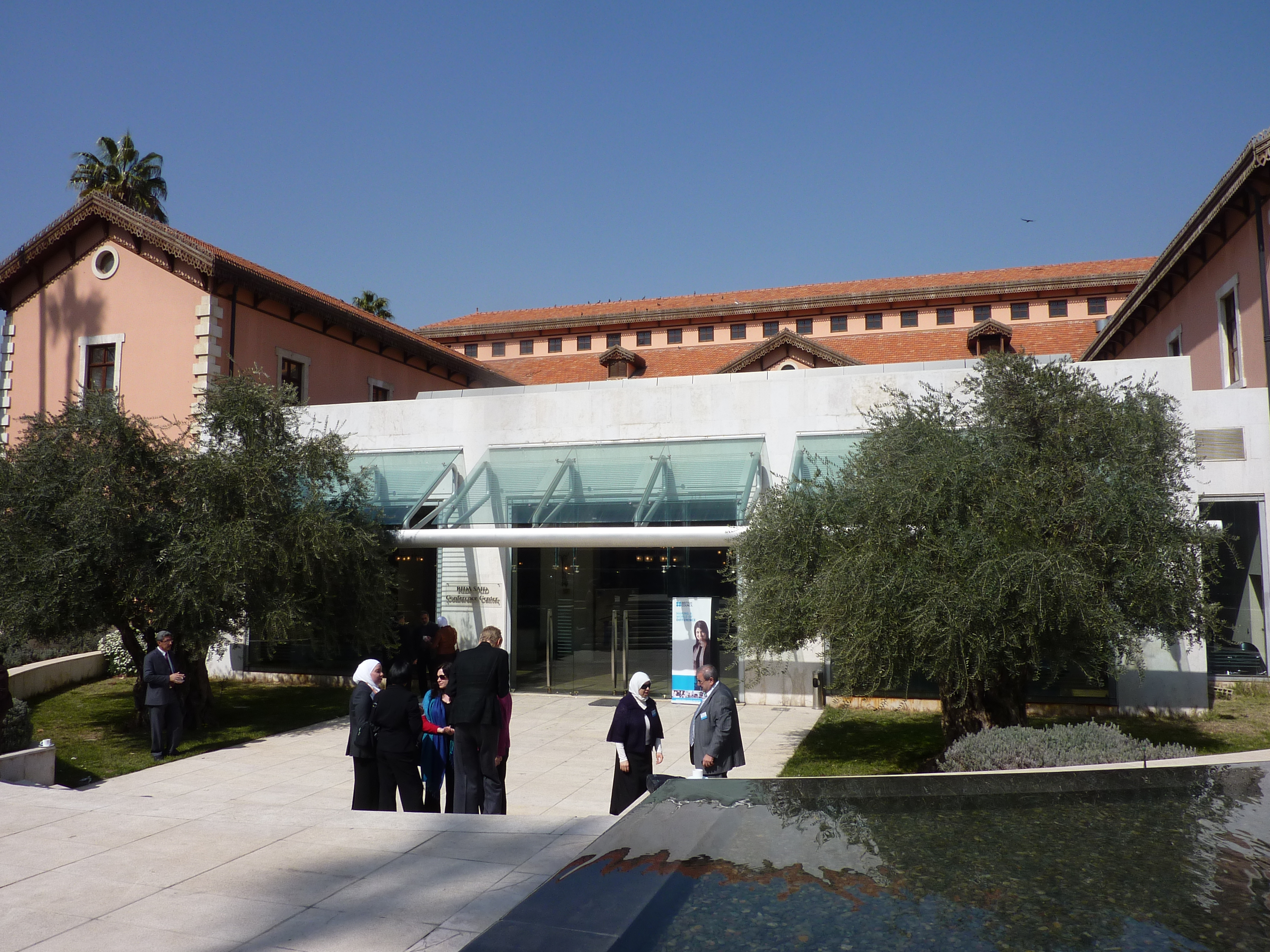
Universitatea din Damasc

Educația este gratuită și obligatorie între anii 6 și 12. Școala constă în 6 ani de educație primară, urmați de perioadă de 3 ani de pregătire generală sau vocațională și un program de 3 ani academic sau vocațional. A doua perioadă de trei ani de pregătire academică este necesară pentru admiterea la universitate. Admiterea totală la instituțiile de învățământ superioare este de 150.000 de persoane. Rata de alfabetizare a sirienilor de 15 ani și mai mult este de 90,7% pentru bărbați și 82,2% pentru femei.
Din 1967, toate școlile, colegiile și unversitățile au fost puse sub supravegherea atentă a guvernului de către Partidul Ba'ath.
Sunt șase universități de stat în Siria și 15 universități private. Cele două universități de stat de top sunt Universitatea din Damasc (180.000 studenți) și Universitatea din Alep. Universitățile private de top din Siria sunt: Universitatea Siriană Privată, Universitatea Internațională Arabă, Universitatea din Kalamoon și Universitatea Internațională de Știință și Tehnologie. Mai sunt de asemenea multe instituții superioare în Siria, precum Institutul Superior de Administrare a Afacerilor, ce oferă programe în afaceri.
Potrivit Clasamentului Webometric al Universităților Lumii, pe primele locuri în țară sunt Universitatea din Damasc (locul 3540 pe plan mondial), Universitatea din Alep (locul 7176) și Universitatea Tishreen (locul 7968).

## Sănătate
În 2010, cheltuiala pe sănătate constituia 3,4% din PIB-ul țării. În 2008, erau 14,9 medici și 18,5 asistente la 10.000 de locuitori. Speranța de viață la naștere era de 75,7 ani în 2010 sau de 74,2 ani pentru bărbați și 77,3 pentru femei.